# 端午 (日本)
端午（日语：端午）是日本大和民族一個傳統節日，又稱端午節（端午の節句）、菖蒲節（菖蒲の節句），在日本已有悠久的歷史，與人日、上巳、七夕、重陽統稱為「五節句」。雖然日本的端午節是由中國傳入，但經過多年的發展，已經成為具有當地特色的節日。
明治維新後日本廢除農曆，改用新曆，於是端午節的法定日期也改為新曆5月5日，但部份地區的端午傳統行事仍依照舊曆日期進行。日本政府自1948年起把新曆5月5日定為儿童之日，列為公眾假期，也是黃金週長假期的最後一天。

## 歷史

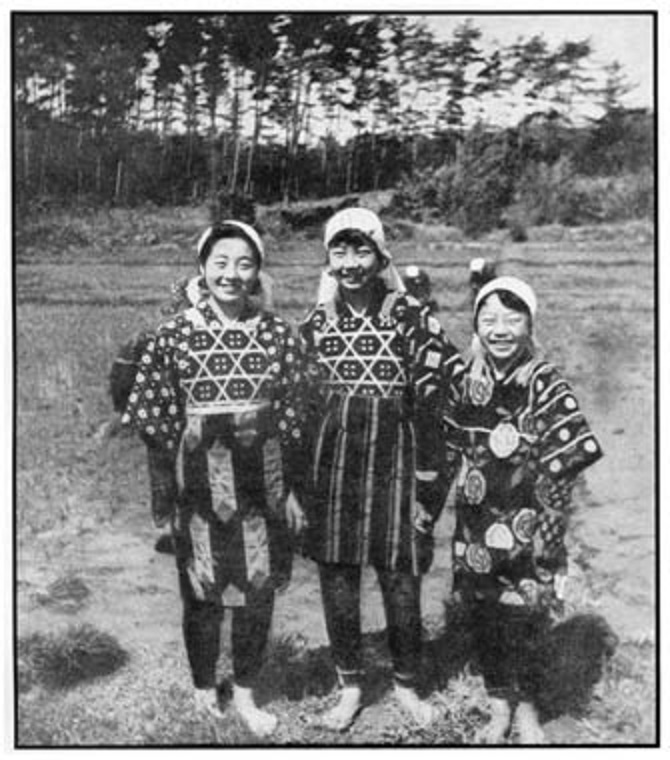
20世紀初的早乙女

### 起源
一般認為日本的端午節是始於飛鳥時代由中國唐朝傳入，據《日本書紀》載，推古天皇十九年（611年）時的五月五日，推古天皇去獵藥，而把此日成為正式節日的最早記載見於於養老二年（718年）作成、天平勝寶九年（757年）实施的《養老令》，明確把五月五日稱為「端午（五）」則始見於《續日本後紀》中承和六年的相關內容。但有研究認為端午節實際傳入日本的時間可能比史書記載為早，有可能早於彌生時代已由來自中國春秋時代吳越兩國的渡來人帶到當地。而日本早於有明文記載端午節之前，當地農民在農曆五月有一個稱為“五月忌”（五月忌み）的祭祀活動，這是因為五月氣候多雨潮濕，物品容易發霉，田間害蟲滋生，同時也是蠅患之時，故諸事不吉，人們避免在這天嫁娶、建屋、搬家、造船等，與中國把五月視為「惡月」、諸事不宜的情況相同。五月忌是一個在插秧前的祭田神儀式，舉行前會選稱為「早乙女」的少女負責祭祀，被選為早乙女的少女要在神社舉行奉告儀式，然後進入一間屋頂插上菖蒲、稱為「女之家」或「女之屋根」（女の屋根）的小屋進行潔淨身心、袚除污穢的程序，包括飲菖蒲酒和用菖蒲洗澡，至插秧祭舉行時才可以出來。由於這節日的習俗行事主要和女性相關，而當時日本的耕種工作多由女性負責，所以這節日也是女性暫停農事，休息潔淨之日子，故五月五日或前一天又稱為「女之夜」（女の夜），現時部份地區仍有此習之遺風。這習俗與吳越人農耕巫俗儀式相近，故此五月忌可能是吳越移民農耕巫俗儀式的一種變化。
此外，在日本發現的一面製作於彌生時代晚期的銅鏡，铭文中有“五月丙午之日”之字，而其他用詞又似是當時日本人對漢語的錯用，有研究認為端午節本是取五月第一個午日，阳气至极，於是取這天炼剑、炼镜、采药以禳解阴毒之气，後來才定於五月五日；而該面刻有「五月丙午之日」之鏡則代表於彌生時代晚期，關於「五月午日」的观念意识很可能已传入了日本。
後來五月忌與午日觀念，以及後來模仿中國唐代端午習俗的內容結合，開始形成了具備日本本土特色的端午節。

### 發展

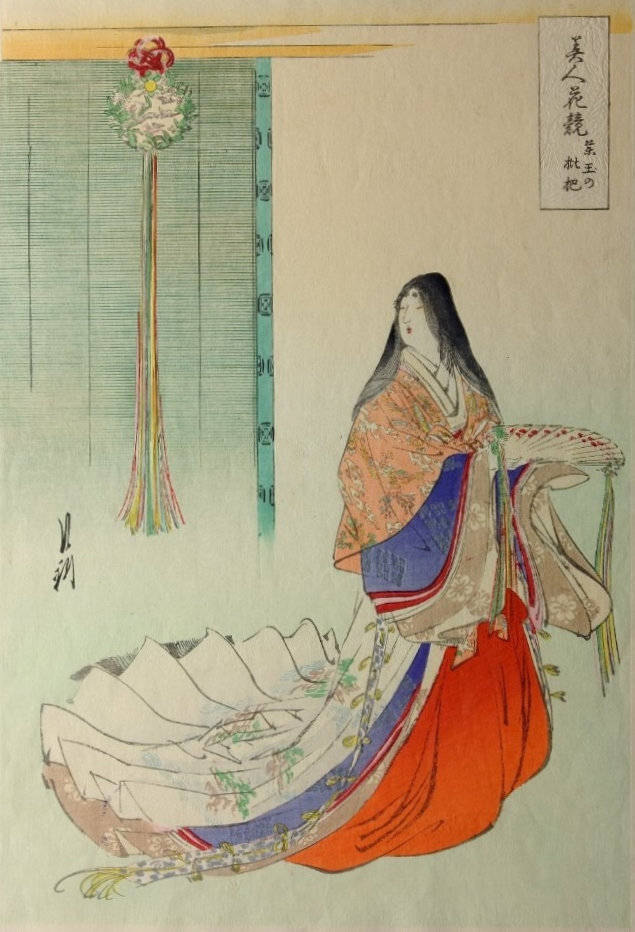
平安時代宮中掛藥玉

#### 飛鳥至平安時代
飛鳥時代這段時期的端午儀式主要是宮廷貴族進行，主要有采草药、騎马射箭等強身抗病的事项。《日本書紀》載推古天皇當時穿著華麗去菟田野藥獵，所謂药猎，江戶時代河村益根父子的《書紀集解》認為是主要是採藥兼為狩獵，但幕末至明治時代學者飯田武鄉所著的《日本書紀通釋》則認為是猎取可以成为药材的鹿茸，姑勿論是何種解法，都是受中國於端午採藥以禳解毒气的風俗影響。群臣在雞鳴之時於藤原池集合，天亮進宮，按照七色十三階冠制定的冠位規定的服色、冠色簪上髻花，大德、小德用金，大仁、小仁用豹尾，大禮以下用鳥尾。翌年又有記載推古天皇於五月五日藥獵，以及與群臣集於羽田，相連參趣於朝，裝束與菟田之獵相同。到天智天皇時，宮中西小殿有端午宴會，天皇駕臨，當時的皇太子大海人皇子與群臣侍宴和奏田舞。除宴飲、田舞外，飛鳥時代宮中端午節還會舉行走馬（賽馬），《續日本紀》載大寶元年（701年）五月五日，文武天皇命令五位以上的大臣走馬，並親臨觀看。這段時期的宮中端午宴會曾規定以菖蒲為髮飾，稱為菖蒲鬘或菖蒲縵，後來一度廢止。
宮中端午舉行五月節會之習至奈良時代持續，當時仍以騎射、走馬為主，因此又稱為騎射節。一度消失的端午戴菖蒲鬘習俗也於天平十九年恢復，當時聖武天皇在御南苑觀騎射走馬，時任太上天皇的元正天皇下詔規定參加者必須戴菖蒲鬘，不戴者不得進宮。而五月五日定為正式節日則不遲於天平勝寶九年（757年）。平安时代，端午在宫廷是皇族贵人的宴饮骑射交际游乐节日。每年端午节天皇都會降旨采集菖蒲、艾蒿等在宫中插挂，此做法於弘仁十四年之前已成常制。除各人所戴之菖蒲鬘外，宮中不少地方如屋頂等皆會用菖蒲裝飾，女官也用菖蒲裝飾頭上的插梳以及身上穿的唐衣、汗衫。這些菖蒲通常每年五月三日由六衛府與時令花卉一同献上，翌日由內藥司、典藥寮裝飾各種用品成菖蒲舆、菖蒲案、菖蒲蓬、菖蒲几等，五月四日有賜菖蒲儀式，五月五日則有獻菖蒲儀式，由中务省率内药司、宫内省率典药寮分别将之献上天皇，又會舉行菖蒲宴。這是因為當時人們普遍认为菖蒲的芳香可以祛除恶魔和瘟疫。其他當季花草也如燕子花和花菖蒲，也是端午節的應節花卉，例如歌人大伴家持的和歌中就有提及端午節穿著以燕子花汁液摺染布製成的衣服，因為燕子花染成的布料是當時被視為「祓除邪氣之色」的青色，人們相信穿著燕子花染布裁成的衣服可以避免邪魔侵襲，藥獵時穿的狩衣也是以燕子花汁染的布製作。又因為當時端午節也是戀愛的節日，驅邪的燕子花摺染服也代表愛情的神聖和戀愛成功的祝願，而燕子花開頭的讀音又日語的「勝利」相通，也指戀愛的勝利，即覓得佳偶之意。
自飛鳥時代起，日本人到端午節就會繫上五彩絲（又稱續命縷、長命縷）以抗病，除絲線外還會繫上菖蒲、時花等，這也是來自中國端午節的習俗。至平安時代，宮中除了賜續命縷外，還有賜藥玉，藥玉由續命縷演變而成，本來是一種以菖蒲、艾、雜花等為原料，再繫上續命縷的香囊，平安時代初期續命縷和藥玉經常混同，如成書於貞觀年間的《儀式》一書中提及的「續命縷」是指藥玉，至延喜年間才分成兩種不同事物，再後期藥玉又不再是香囊，演變成一種球形純裝飾品。當時宮中的一些地方如中宮住處之內的柱子也會掛上藥玉，並且會掛到重陽節過後才取下。藥玉不僅由天皇賜予臣下和用於宮廷，還有賜予各寺院。還有些人會佩上避邪用的物忌。
平安時代宮中的端午相關儀式其實早於四月二十八日就開始了，隨後的日子有献菖蒲、赐续命缕、骑射、走马、杂技、奏乐等活動。四月二十八日先舉行「駒牽」儀式，把五月三至六日騎射和走馬所用、由馬寮飼養與皇族、公卿以及各令制國進獻的馬向天皇展示，進獻馬之數目依位階高低而定。各令制國的将马展示给天皇时必須由国司亲自牵马，因此也是國司表示保衛和效忠天皇的儀式。騎射、走馬之儀在武德殿覺行，天皇會駕臨觀看，稱為「觀馬射式」，如仁明天皇在承和六年於武德殿观看騎射。這是一個重要的儀式，各官員皆要戴菖蒲鬘出席。五位以上的官員若未能進獻走馬，則要於四月三十日前申送其狀；進了不堪狀者倘若於端午節當日又進獻馬，就視為落敗。仪式结束后就奏起雅樂，勝方向天皇献舞谢恩，敗方则将马匹如数献给天皇。此时的骑射已經不單是當初祈雨、健身的原本内涵，還有比武练兵的意義。此外，各貴族府邸也有騎射比賽，其场面之热闹并不亚于宫中。
平安時代中期的端午節行事已非皇室貴族專美，成为了从宫廷到民间的國家定期节日。平安時代女作家清少納言的隨筆散文集《枕草子》就有記載當時社會各階層過端午的情況，當時上至宮廷，下至民家都争相着在自己家中插上菖蒲、艾草，或用菖蒲作為身上的佩飾。孩子們都跑到街出遊玩，女孩們打扮漂亮，互相比較誰的衣服袖子比較美，調皮的男孩則扯女孩的袖子戲弄她們。又有人以各種顏色的信紙配上菖蒲或其他當季花草寫信給意中人，如紫色紙裹著楝花、青色紙包著打結的菖蒲葉、白紙捲著菖蒲根等。收到信的女子想回信，也會和好朋友親密地互相出示來函商量。節俗內容豐富多采，趣味盎然。中國的端午食俗如吃粽子、飲菖蒲酒也於平安時代皇室及貴族階層盛行，吃粽子於寬平二年（890年）之前已很普遍，當時的粽子以五色絲線纏裹，故稱「五色粽」。神社如皇大神宮也有端午的相關祭典。

#### 鎌倉至江戶時代

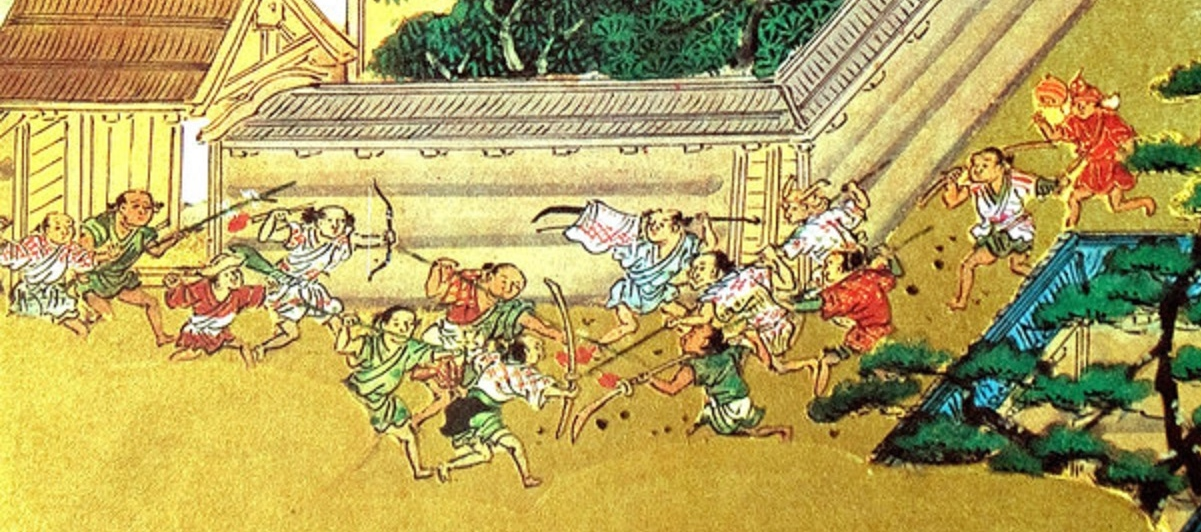
端午的武鬥「菖蒲合戰」

鎌倉時代時，人們注意到「菖蒲」與「尚武」在日語中同音，又注意到菖蒲形狀似劍，於是菖蒲就不再只是驅邪禳毒之物，而被賦予「尚武」的意義。出現這種轉變，一方面是因為日本的騎射走馬在端午節舉行，尚武思想是繼承平安時代端午比武練兵的傳統；另一方面是因為當時武士勢力崛起，由武士掌權的幕府時代來臨，成為實際統治者的武家就把原有的端午節俗注入反映自身生活的內容，稱之為「尚武之節」，亦因此出現一些新的節俗，舊有的節俗也因為加入了尚武觀念而有所發展。
當時武士階層繼承了前代騎射比武練兵之習，但過程中更重視检验接近于实战要求的骑乘擒拿技巧，即在相互追逐中看谁先把对手拉下马，落馬者常常被摔死或被马踩死，因此較之前代有更鮮明的武鬥色彩。在民間則流行打石戰，是一個由几十或几百名相邻村落的男孩在野外分阵对垒，互相投掷石块以决胜负的打仗游戏。打石戰本來是對天地陰陽之氣激烈變化的模擬展演，因此會在端午節或其他被視為陰陽激烈變化的時節進行以逐疫祛病，也有“以血驱邪避邪”的意義。打石戰在日本古代同時也是四至五月舉行的成男戒的其中一項需要通過的勇气考验。在尚武的氛圍之下，鎌倉時代的端午打石戰更著重「戰鬥」的精神甚於逐疫祛病的初衷。
菖蒲在鎌倉時代依然是不可或缺之節物，但它已經成為武力的象徵，而不止是驅瘟避禍。人們插菖蒲之目的也由消極的避邪禳災演變為積極的斬妖除魔，把菖蒲視為斬除妖邪的刀劍。又出現了菖蒲兜，由前代的菖蒲鬘結合馬印演變而成，是作為祈求男孩健康成長之物，也是送給通過成男戒者的禮物。男孩子又會玩菖蒲打遊戲，是用菖蒲枝擊打地面，以大聲者為勝、先擊斷者為輸的一種遊戲。因為盘马弯弓在古代日本是男子之事，尚武氛圍促使端午節從前代以女性為中心的節日轉為以男性為中心。這時燕子花代表的「勝利」也有了戰爭勝利之意。相對武家與民間越來越盛行的端午行事，此時宮中端午行事日漸衰落，但仍保持騎射儀式以及藥玉、菖蒲的贈答，從鎌倉前期公家近衛家實所著的《豬隈關白記》至鎌倉末期的《花園院宸記》都有宮中端午節使用藥玉、菖蒲的記載。鎌倉時代末期蒙古入侵日本，第一次入侵無功而還，镰仓幕府也加强防禦來抵抗蒙古再次侵襲。弘安二年（1279年）的端午節，幕府下令家家户户陈列兵器、竖起旌旗以鼓舞士氣，自此端午之日陳兵器、豎軍旗就成為習俗。亦有另說指豎軍旗的習俗源於室町幕府建立者足利尊氏擊退蒙古，並於五月五日統一全國，於是武家社會就紛紛豎軍旗慶祝，成為習俗。
室町時代至戰國時代戰亂頻仍，尚武風氣持續，也興起更多與男子、尚武相關的端午習俗。當時製作擺設用冑的材料除菖蒲外還加上了檜木，檜木製的冑稱為檜兜。武士會在端午節時於家門前擺飾菖蒲兜和檜兜祈求武運昌隆，並相信這些冑能保護他們，也有把災害轉移到冑身上的意思。後來製作擺設用冑的工匠技術越來越精湛，冑就發展成「兜人形」（かぶとにんぎょう）。應永至嘉吉年間由權大納言中山定親所著的日記《薩戒記》記載當時宮中保持獻菖蒲和賜菖蒲的傳統，而據《年中定例記》和《成氏年中行事》記載，當時幕府在端午節也有相關儀式，也有使用藥玉，如伊勢貞陸的《簾中舊記》就記載足利義政時幕府端午有使用藥玉。神社繼續有端午祭典，以五色粽為祭品前代盛行的打石戰遊戲到這段時期，在一些情況下已發展為成年男性之間具有實戰性質的武鬥，稱為菖蒲合戰（菖蒲合戦）。戰況激烈者甚至用到刀劍火器，常导致血流漂柞、死伤遍野的惨状；又由於端午殺人無罪，有些人就趁機殺人報私仇，因此菖蒲合戰也是解決人際矛盾的一種手段。

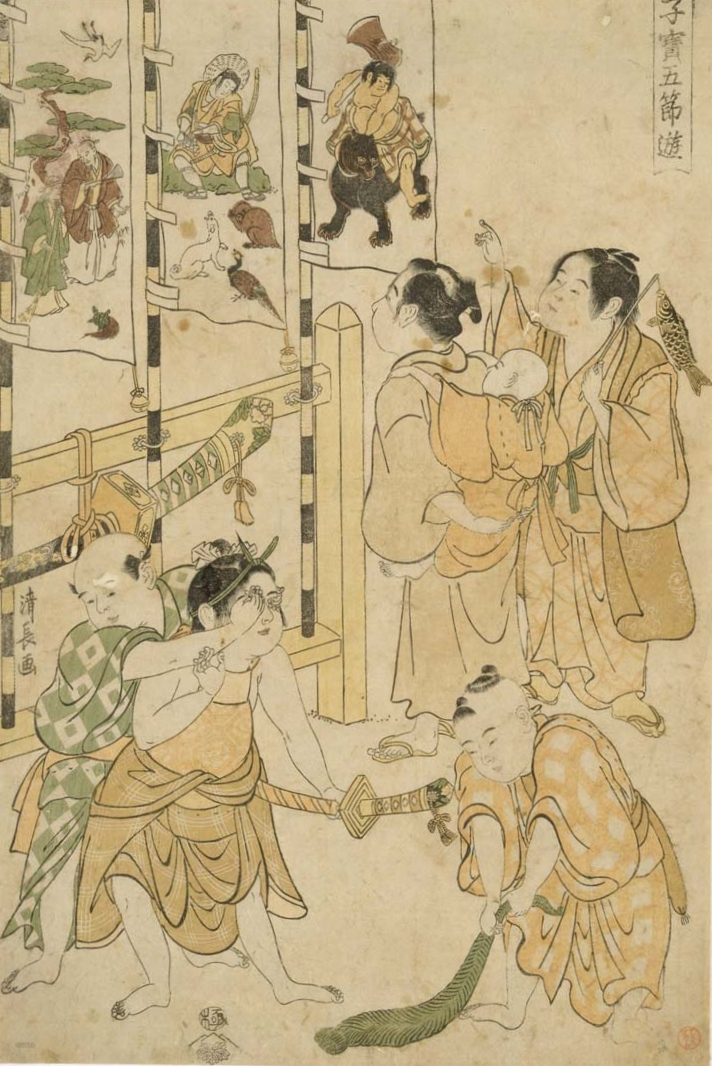
江戶後期的端午節，人們豎起武者繪幟，小孩玩菖蒲打遊戲

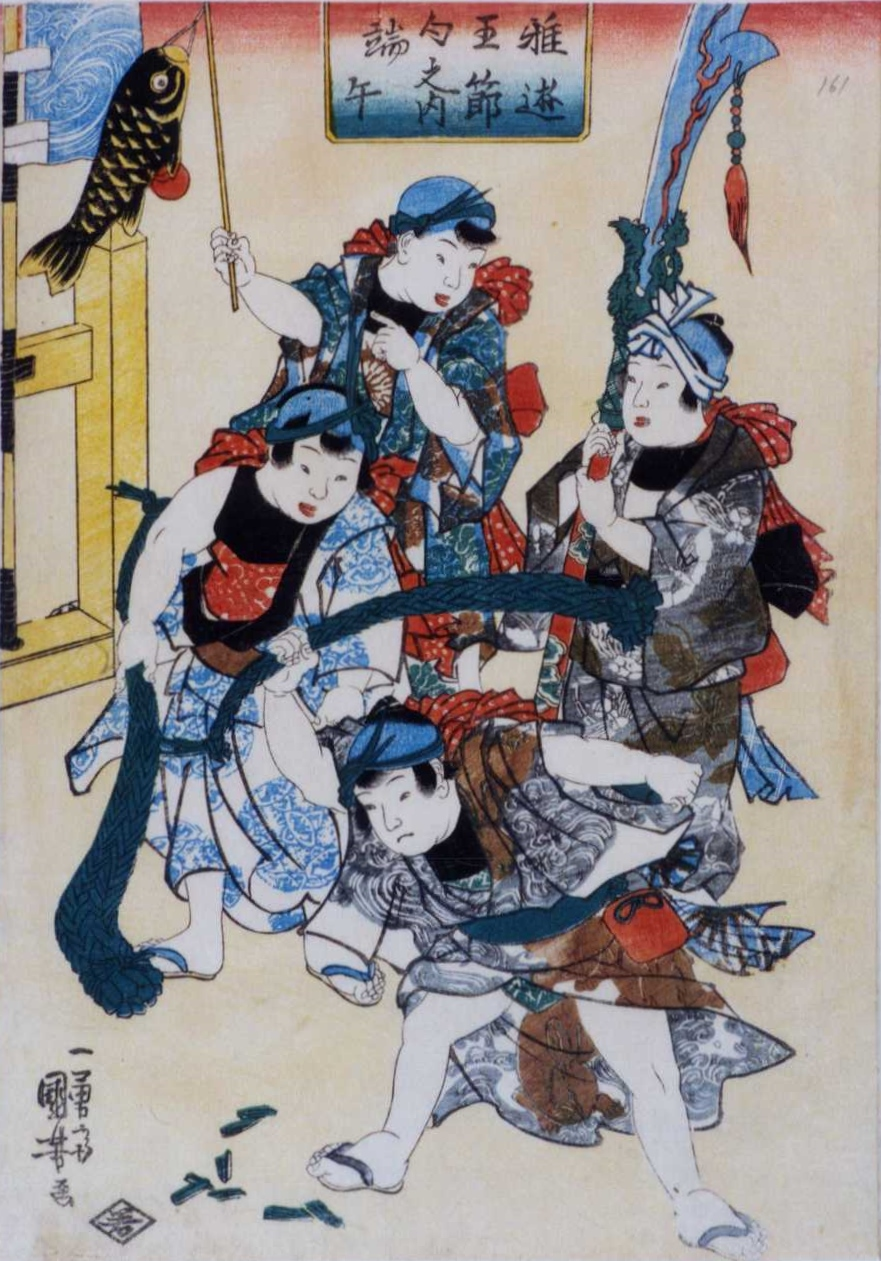
小孩玩菖蒲打遊戲

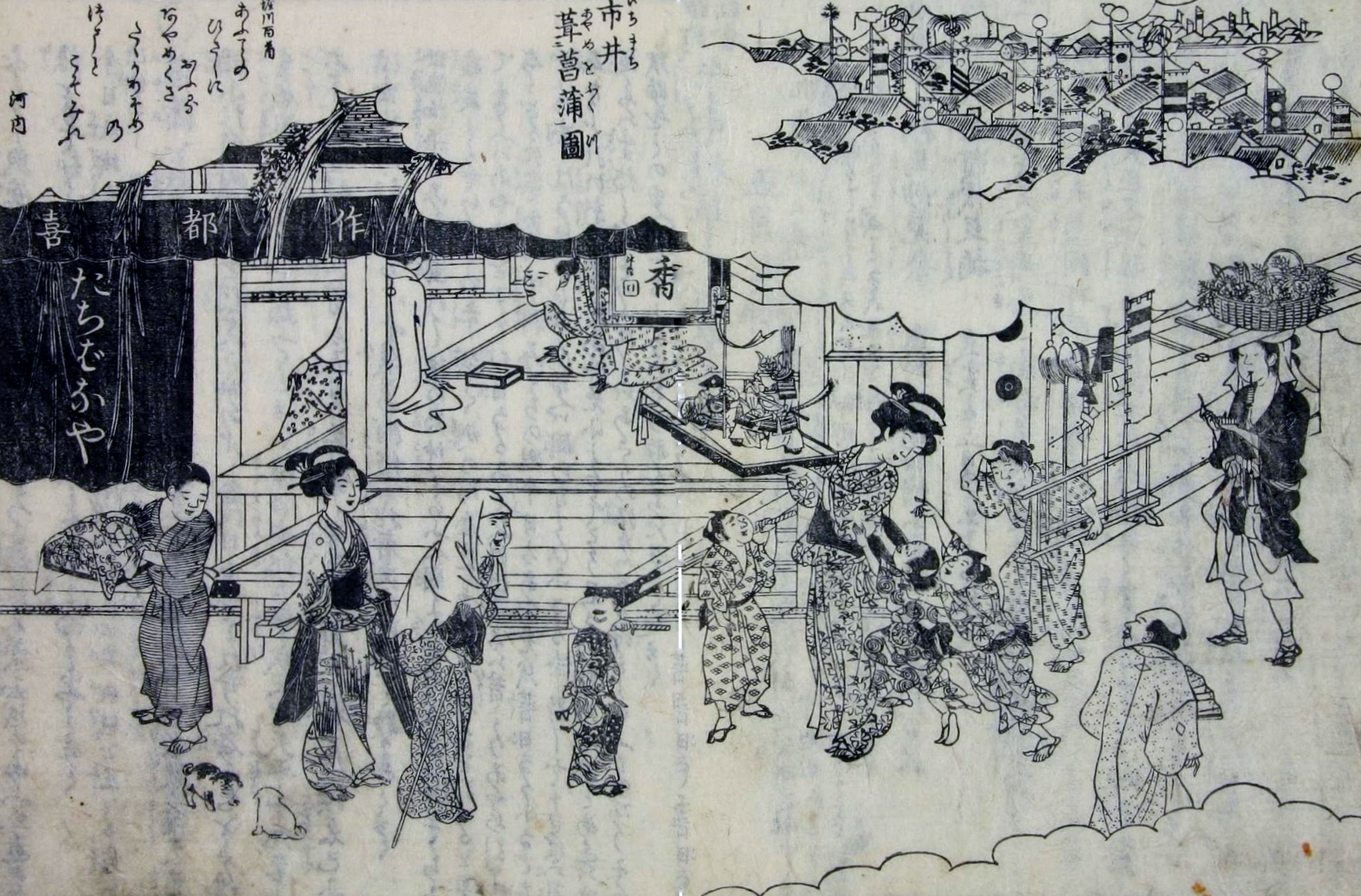
屋頂插上菖蒲

江戶時代日本端午節延續尚武之風，人們在屋外繼續掛軍旗、陳兵器。掛軍旗在這時代演變成掛鯉魚旗和武者繪幟，是出於鯉躍龍門的中國傳說，又因為鯉魚離水後不會掙扎，從容就死。兩者都是勇敢的象徵，掛鯉魚旗就保佑家中男孩健康成長的意義。這最初是武家的習俗，在江戶中期流傳至町人家庭和市民階層。武者繪幟則是繪上武將或驅除病魔之神鍾馗畫像之旗幟，表示希望男孩健康和勇敢，後來又發展出室內用的掛軸式武者繪。這段時期仍然盛行打石戰及由此衍生的武鬥習俗，稱為菖蒲合戰（菖蒲合戦），由於傷亡慘重，德川幕府曾多次下令禁止，卻屢禁不止，直至明治時代之後才開始式微。
此時菖蒲在端午節仍然具備擔任重要角色。兜人形發展成菖蒲製成的武者人形，這是五月人形的濫觴，之後發展成以纸、泥、木等材料制作成以日本传说中或历史上的军事英雄为原型的玩偶及刀、劍、甲、胄等。又有了男孩戴菖蒲鉢卷和把菖蒲插在腰間作為菖蒲刀的習俗，後來演變為木製印上菖蒲圖案的菖蒲太刀。菖蒲切遊戲仍然很流行，據《守貞謾稿》記載，菖蒲切在打石戰被禁後更盛行。而男孩以他們的菖蒲刀互相擊打的遊戲則最遲出現在元祿年間，與真正的端午武鬥同樣稱為菖蒲合戰。家家戶戶都用菖蒲鋪屋頂。幕府中也有端午相關行事，如端午參賀儀式，以及獻上帷子、袴等當季服裝，各大名也會向征夷大將軍獻粽子。京都公家女性則在頭上插菖蒲裝飾，公家貴族繫長命縷，宮中仍保持使用藥玉的傳統，在《後水尾院當時年中行事》、《恒例年中行事》等都有記載宮中使用藥玉作為裝飾或贈答。而關於江戶時代山城国的地方志《雍州府志》又有記載當地人販賣藥玉。
在農村地區的端午節則保留以女性為主的習俗，在近松門左衛門所編寫的歌舞伎和文樂劇目《女殺油地獄》和幕末出版的《東都歲時記》中都有提及在五月六日是婦女們遊玩的日子，因此也有女節句的別稱。

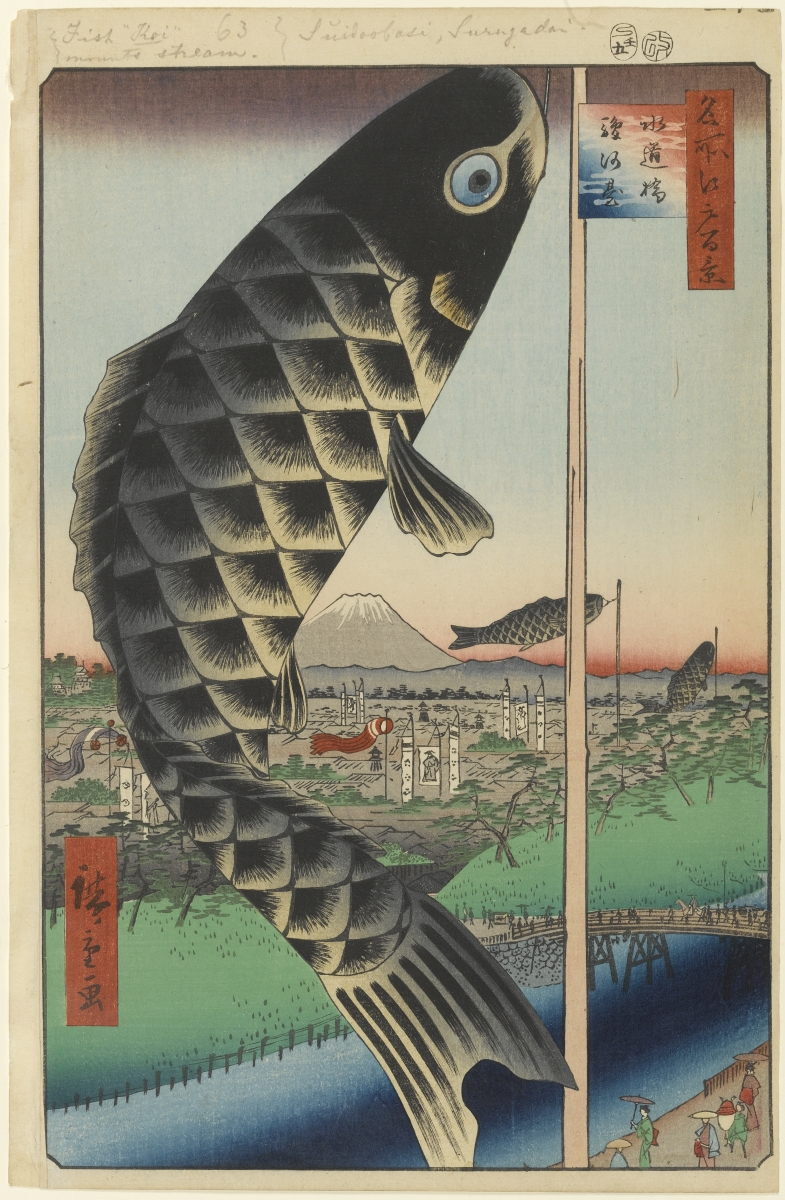
江戶時代的鯉魚旗
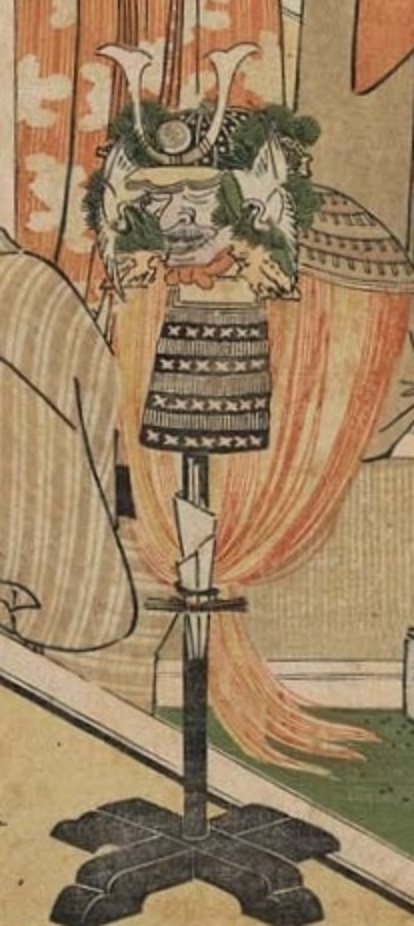
江戶時代的菖蒲胄
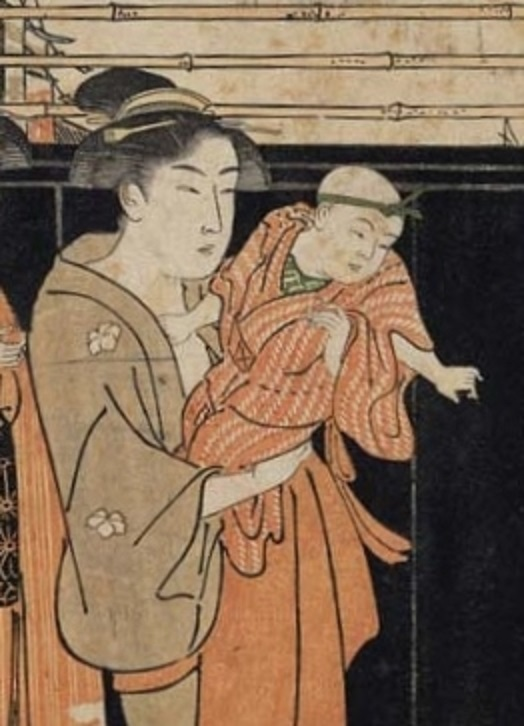
母親抱著戴上菖蒲鉢卷的嬰兒
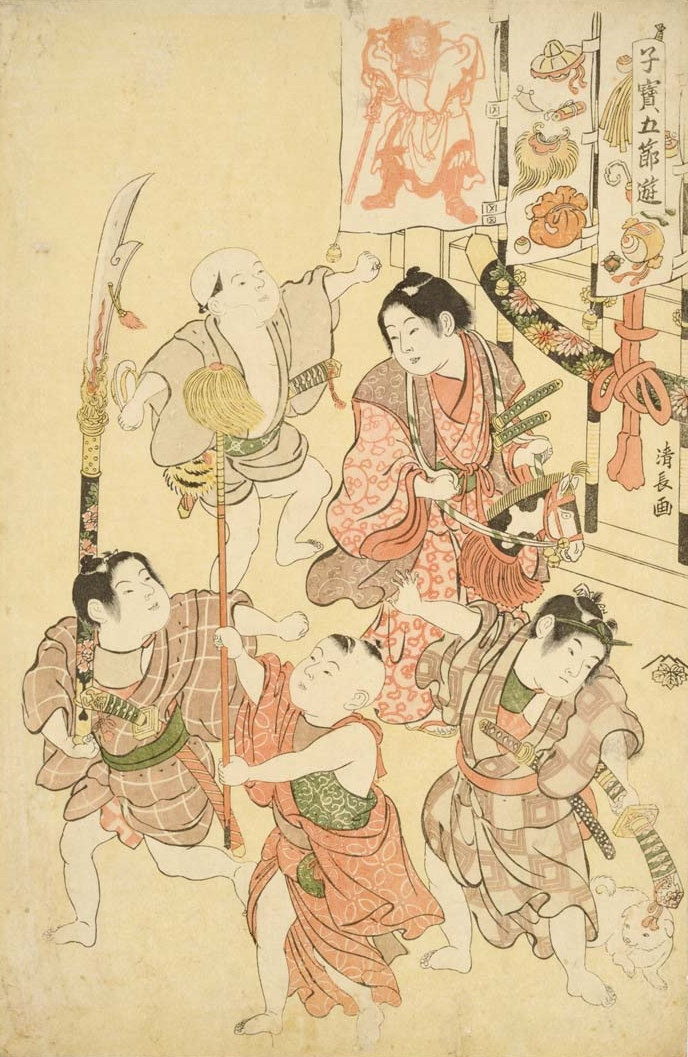
男孩的端午遊戲，以菖蒲太刀互相擊打

#### 明治時代之後

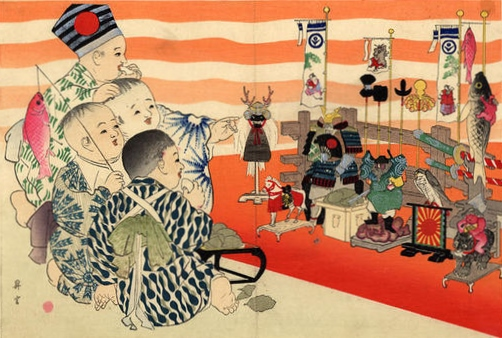
明治時代的端午節裝飾，除傳統的甲冑、兵器、武者繪幟、鯉魚旗、五月人形外，還有日本軍旗旭日旗

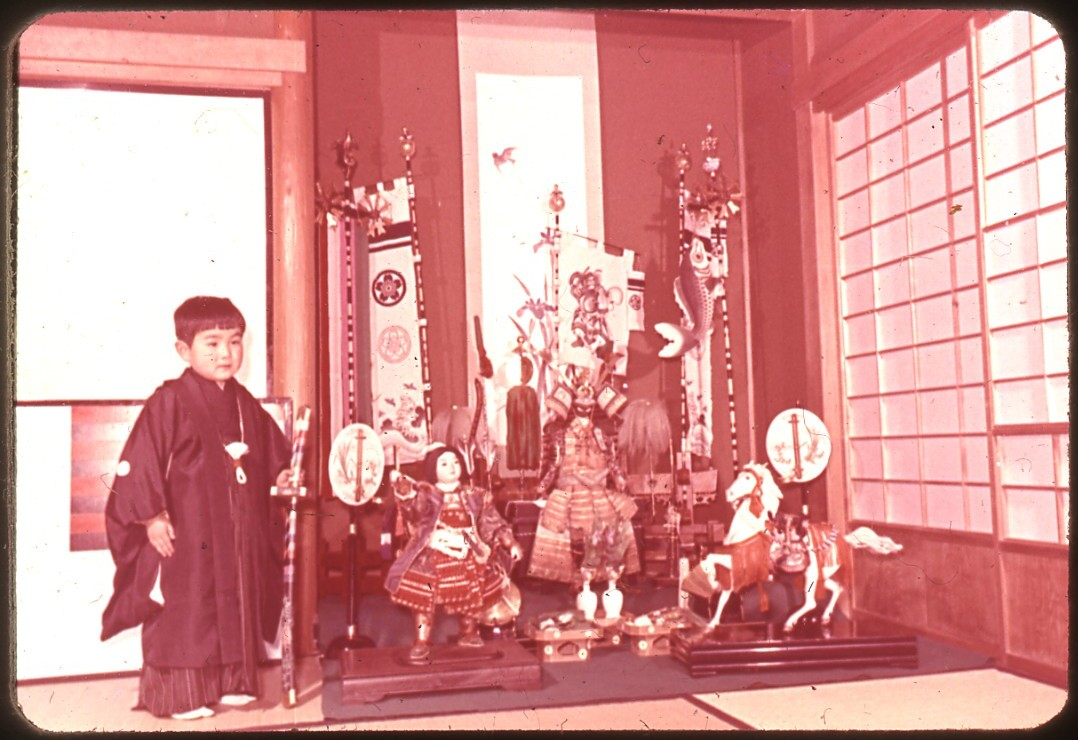
1957年穿和服的男孩和他的五月人形、甲冑兵器模型，後方為花菖蒲掛軸

明治維新之後，日本政府废除农历，端午节也就从农历的五月初五日改为公历5月5日。江戶後期的端午習俗大致保留。1948年，日本把這天定為兒童節，與4月尾至5月初其他節日組成黃金週公眾假期，以端午節為最後一天。
有部份地區的傳統端午活動則仍然於農曆五月或接近農曆五月的新曆6月舉行。至今日本人仍然十分重視端午節，節日氣氛十分熱鬧，到處都會看見色彩鮮豔的鯉魚旗，商家、政府部门、市民团体、公共机构等都會开展各种各样的應節活动。又因為新曆計算的端午節為兒童節，同時接近母親節，也是商家促銷的時機，推出一些節日相關的新型商品，如戰國武士造型的巧克力、鯉魚造型的蛋糕等吸引孩子的食品，也有櫃檯售賣粽子等傳統端午食品。還有些商家同時推出兒童節和母親節櫃檯，方便人們一同選購端午節、兒童節和母親節商品。不少地方政府部門或社區會在這天舉辦一些針對兒童或親子的活動，例如群馬縣太田市和神奈川縣橫濱市的兒童節音樂會（こどもの日コンサート），又有些地區會宣傳保護兒童權益的法規。

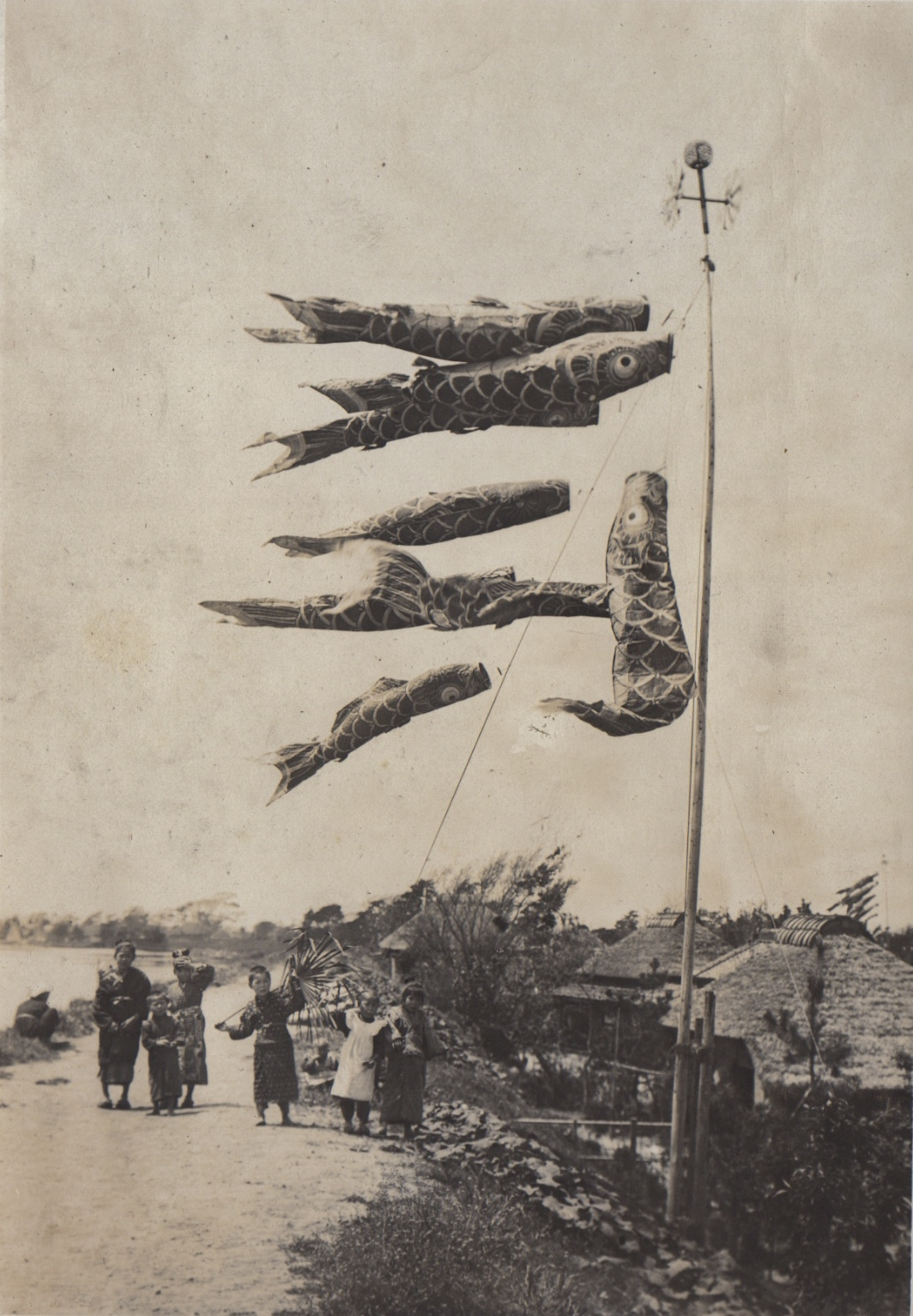
1911年端午節鯉魚旗
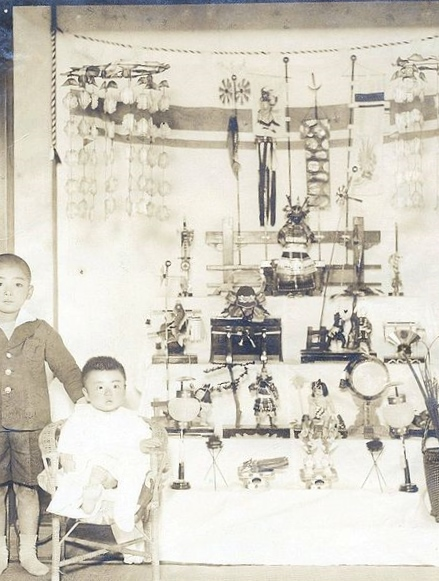
昭和初期的階梯式五月人形及其他端午裝飾
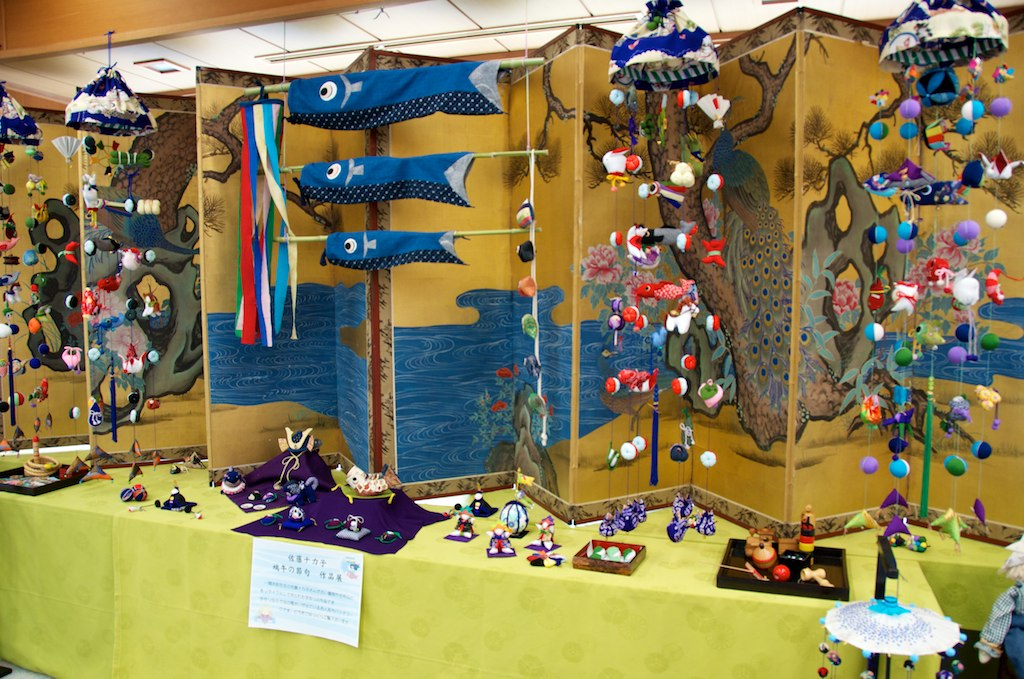
現代日本端午節裝飾
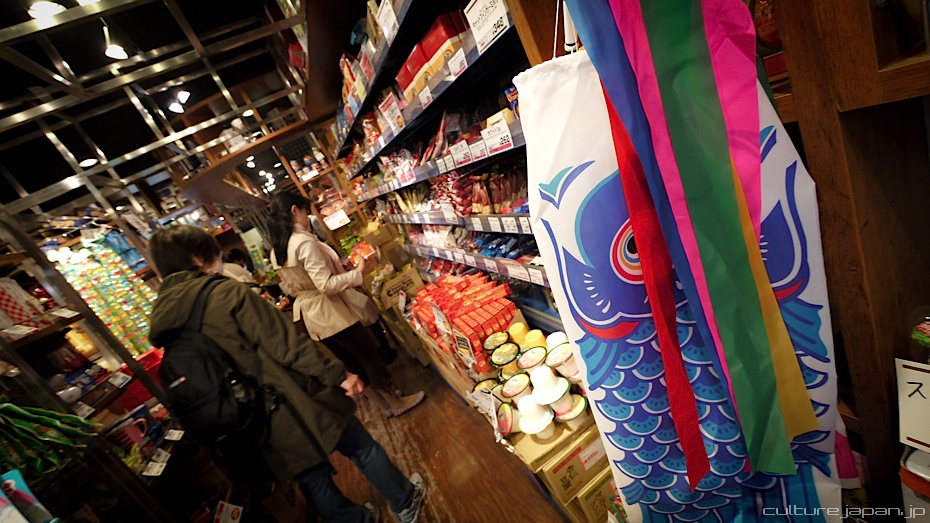
日本端午節在現代已成為商家促銷的良機
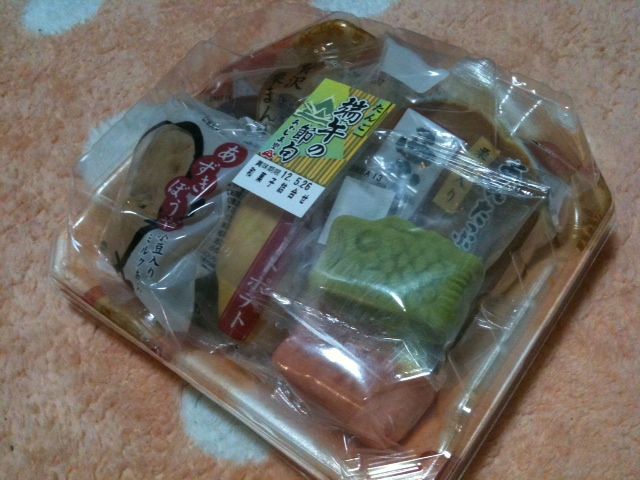
端午節主題的鯉魚形零食
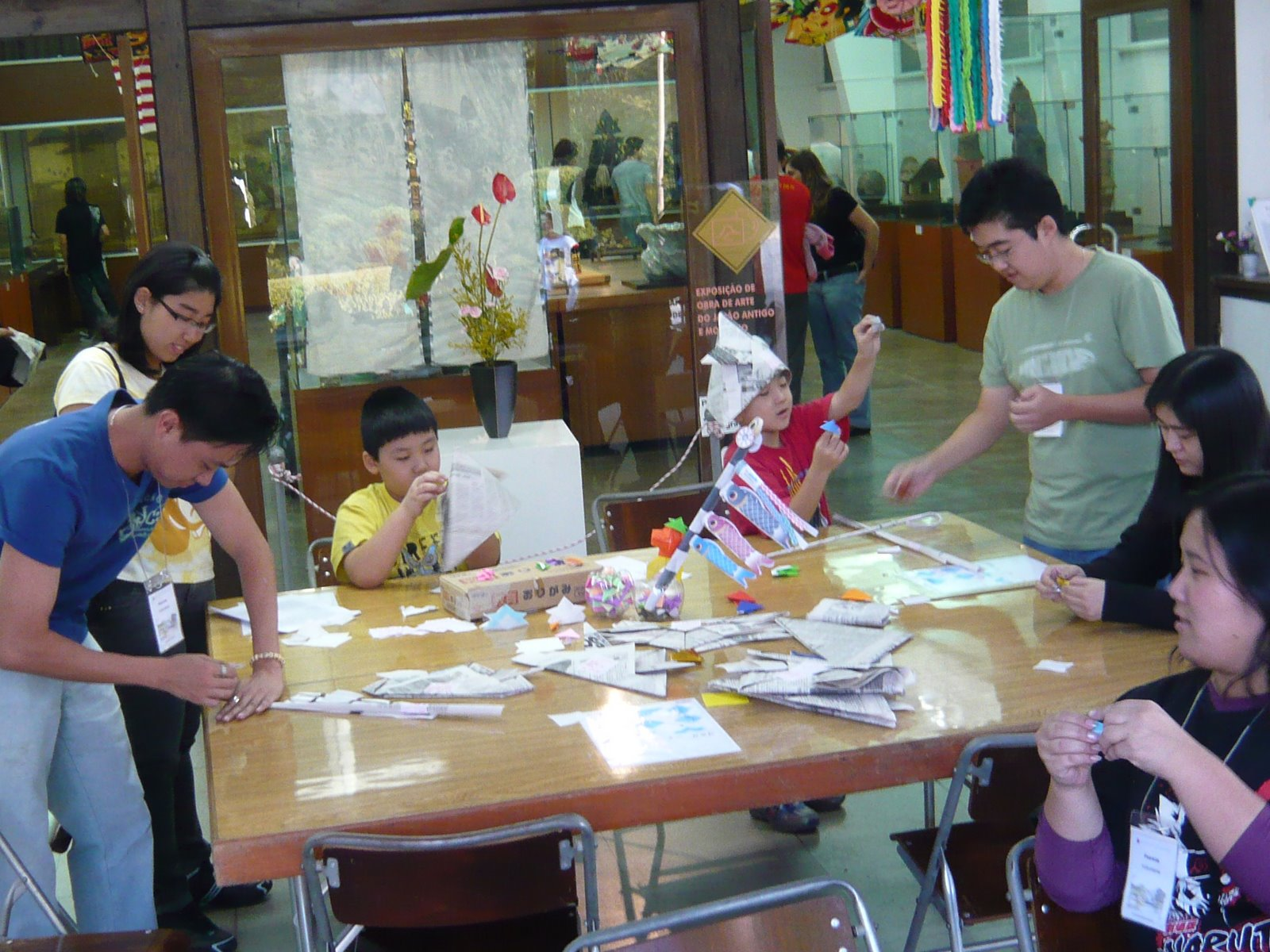
社區舉辦的鯉魚旗手工藝活動

## 習俗

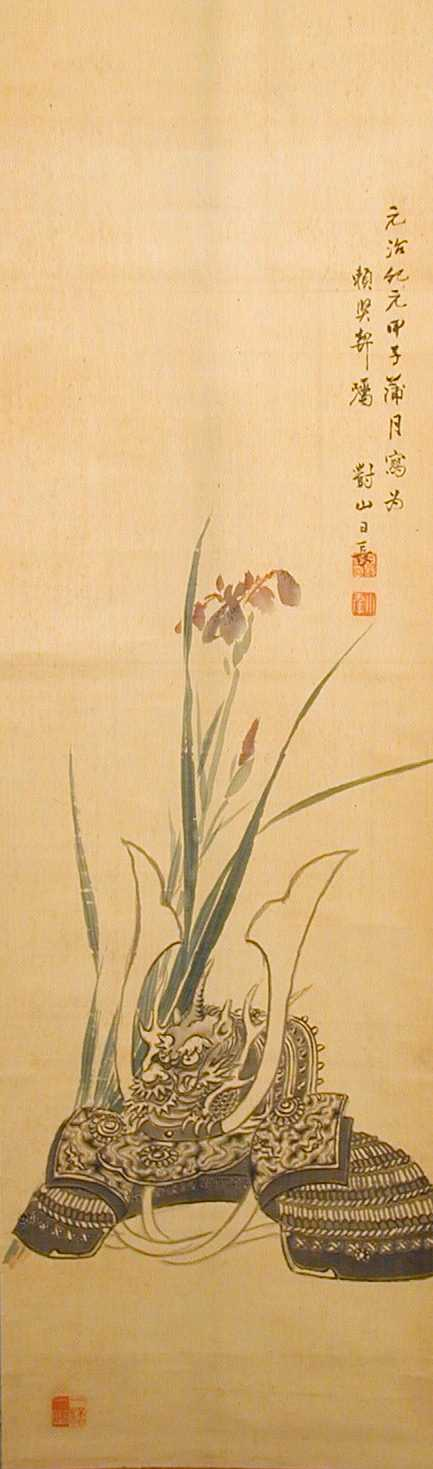
端午的應景繪畫常以胄與花菖蒲為題材

### 使用菖蒲及其他當季花草

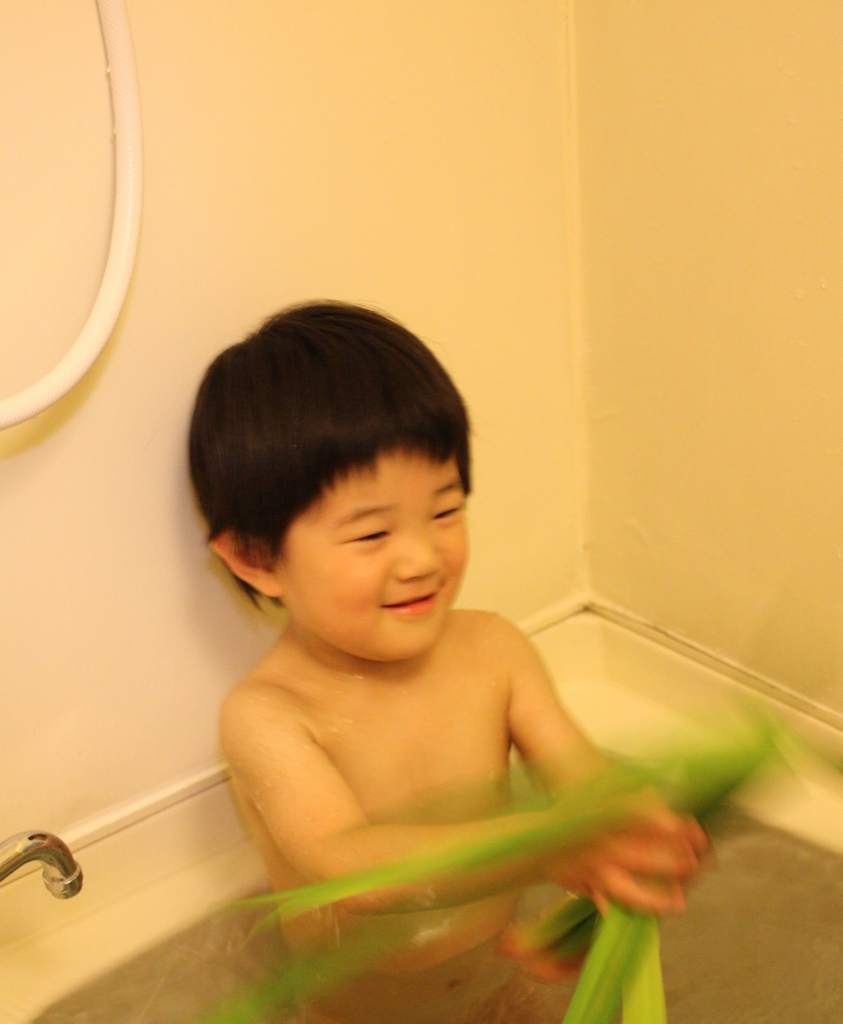
小孩用菖蒲洗澡

菖蒲是日本端午節的必備節物，還有艾蒿、蘭草、花菖蒲、燕子花等都是端午節的當季花草。菖蒲在日本不單有禳邪避瘟的作用，其劍狀的外形令人聯想到斬妖除魔，加上其日語讀音與「尚武」、「勝負」相同，更是勇武的象徵。在端午節時，人們把菖蒲和艾蒿插在屋檐上，稱為「軒菖蒲」，或用來鋪屋頂，稱為「菖蒲葺」，睡覺時把菖蒲墊在枕頭下，稱為「菖蒲枕」。又有些人會在農具甚至家畜身上插菖蒲。還有把菖蒲插在頭上或製成菖蒲鬘、菖蒲鉢卷等首服，據說菖蒲鉢卷可以治頭痛，而給男孩子戴菖蒲鉢卷也有尚武的意義。菖蒲也是端午節供奉神明的供品，全國多個神社都會舉行祈祷消灾祛病和延年益寿的菖蒲祭，祭品為古式神饌，包括菖蒲與艾草，以及粽子、麻糬等食品。家中的神壇也會放上菖蒲。人們又會喝菖蒲酒和用菖蒲水沐浴，日本把用菖蒲水沐浴稱為菖蒲湯，不但在家中自行用菖蒲煮水沐浴，錢湯在端午都要把菖蒲切成段放进浴池裡供客人泡澡。還有一些用菖蒲玩的節日遊戲，如菖蒲打、菖蒲合戰、菖蒲合、菖蒲占卜等遊戲。菖蒲打通常是男孩玩的遊戲，把菖蒲編成一束，擊打地面，以聲音大者為勝，最先折斷者為輸。菖蒲合戰也是男孩子的遊戲，以菖蒲刀或菖蒲太刀互相擊打的模擬格鬥遊戲。菖蒲合又稱根合，是鬥草的一種，是採摘菖蒲然後比較誰的菖蒲根較長，同時伴以歌詠決定勝負。菖蒲占則是把菖蒲打結，插在屋簷下，用來許願、占卜，如果菖蒲上有蜘蛛結網就是吉兆。艾蒿則常與菖蒲一起使用。不少神社如春日大社、鶴岡八幡宮等都會舉辦菖蒲祭神事。
花菖蒲和燕子花都是端午節當季盛開的花卉，同樣可作藥用，兩者同屬鳶尾科，日語把鳶尾科稱為溪蓀（渓蓀），汁液可作為青色染料染布，青色又是祓除邪氣之色，因此以溪蓀汁染布裁成的衣服也是可以避邪之服。燕子花開頭的讀音又日語的「勝利」相通，而溪蓀汁染的衣服又代表神聖的愛情，故又象徵戀愛勝利的祝願，而尚武風氣盛行後，也可以指在鬥爭中獲勝，符合尚武精神。人們在端午節期間除了把溪蓀入藥和作為染料外，也會把它們和其他花草一起用作裝飾，如用作華道的花材，插好後作為端午節的應節擺飾。

### 應節裝飾

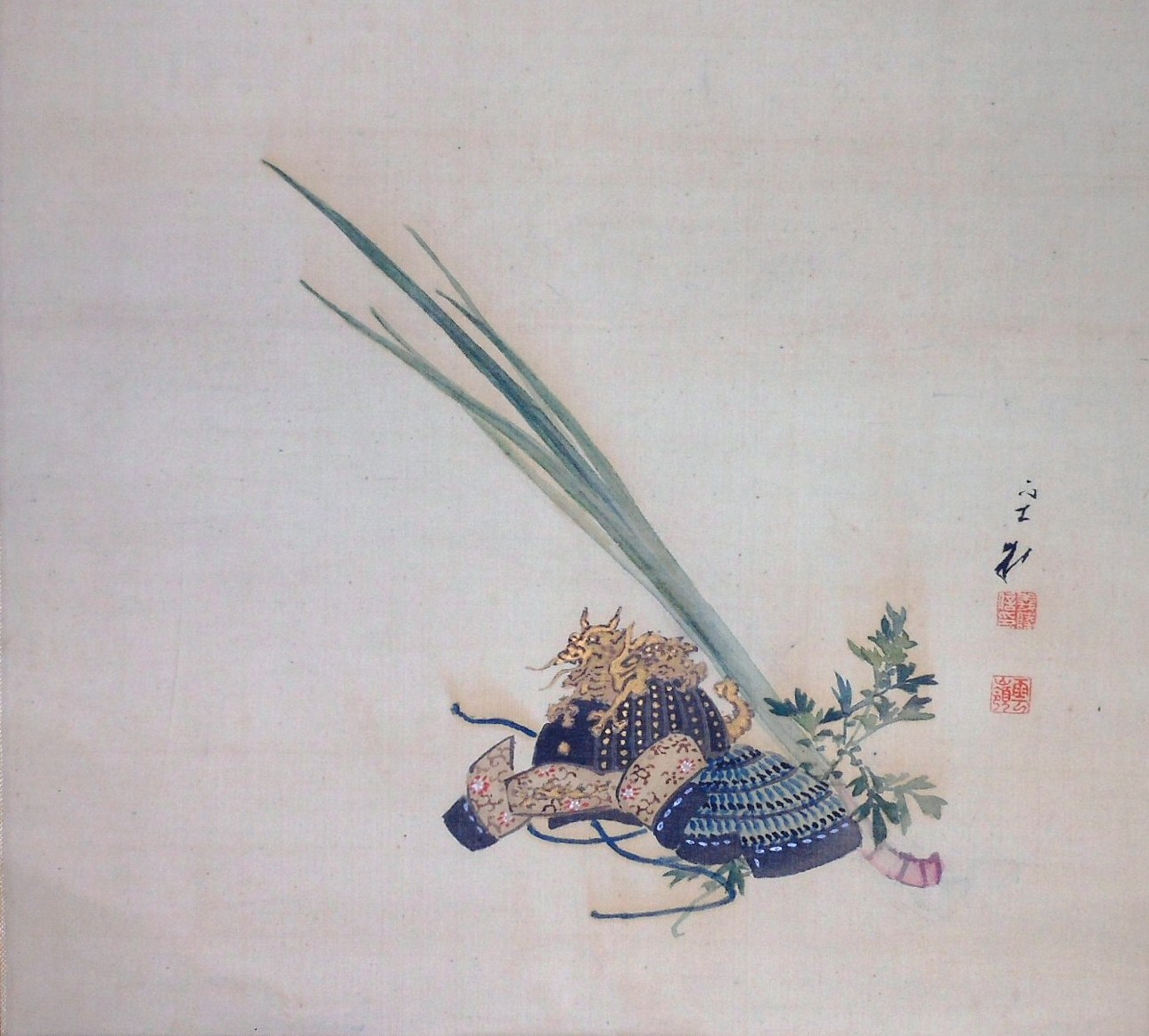
胄與菖蒲圖

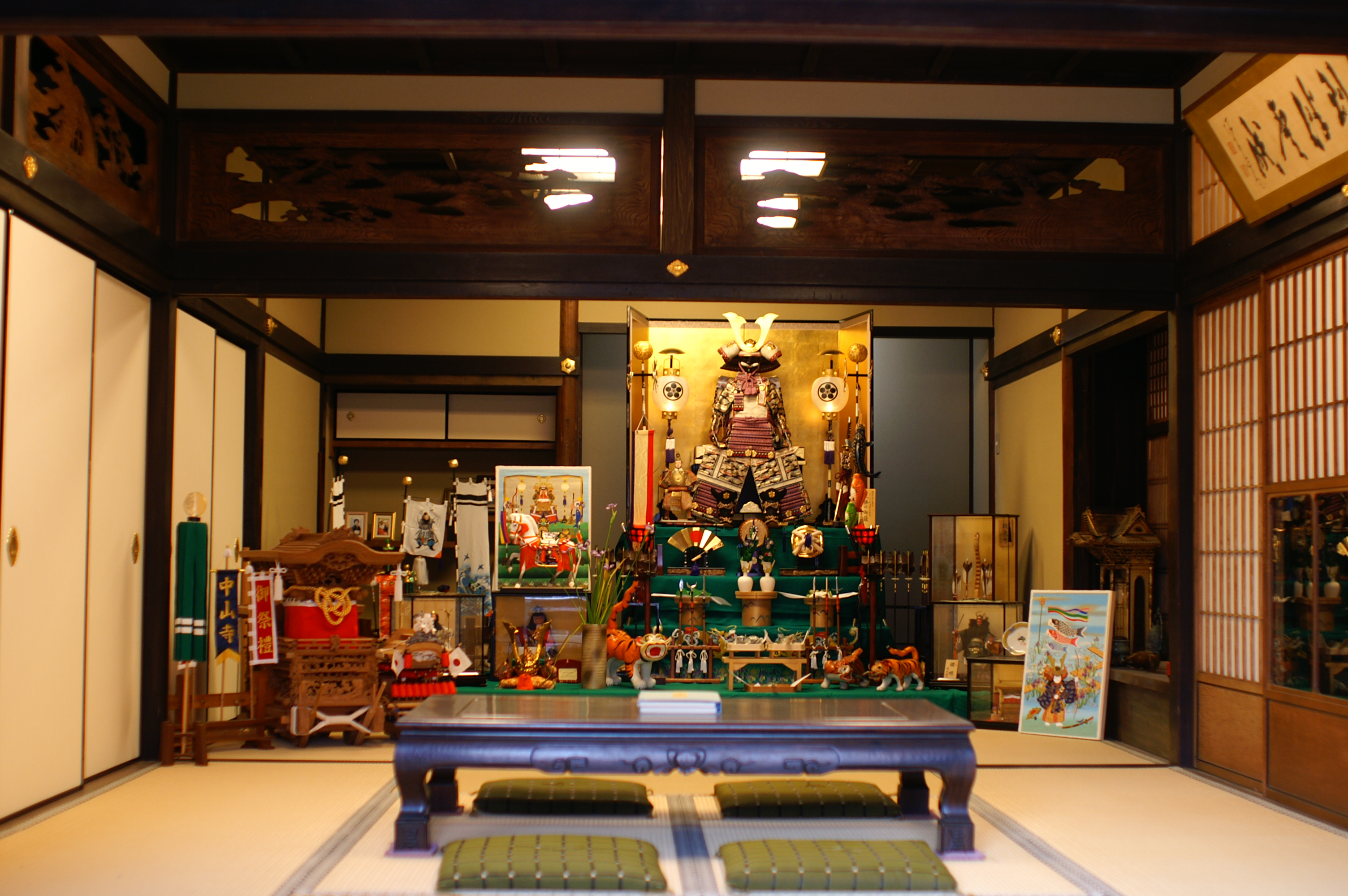
端午裝飾

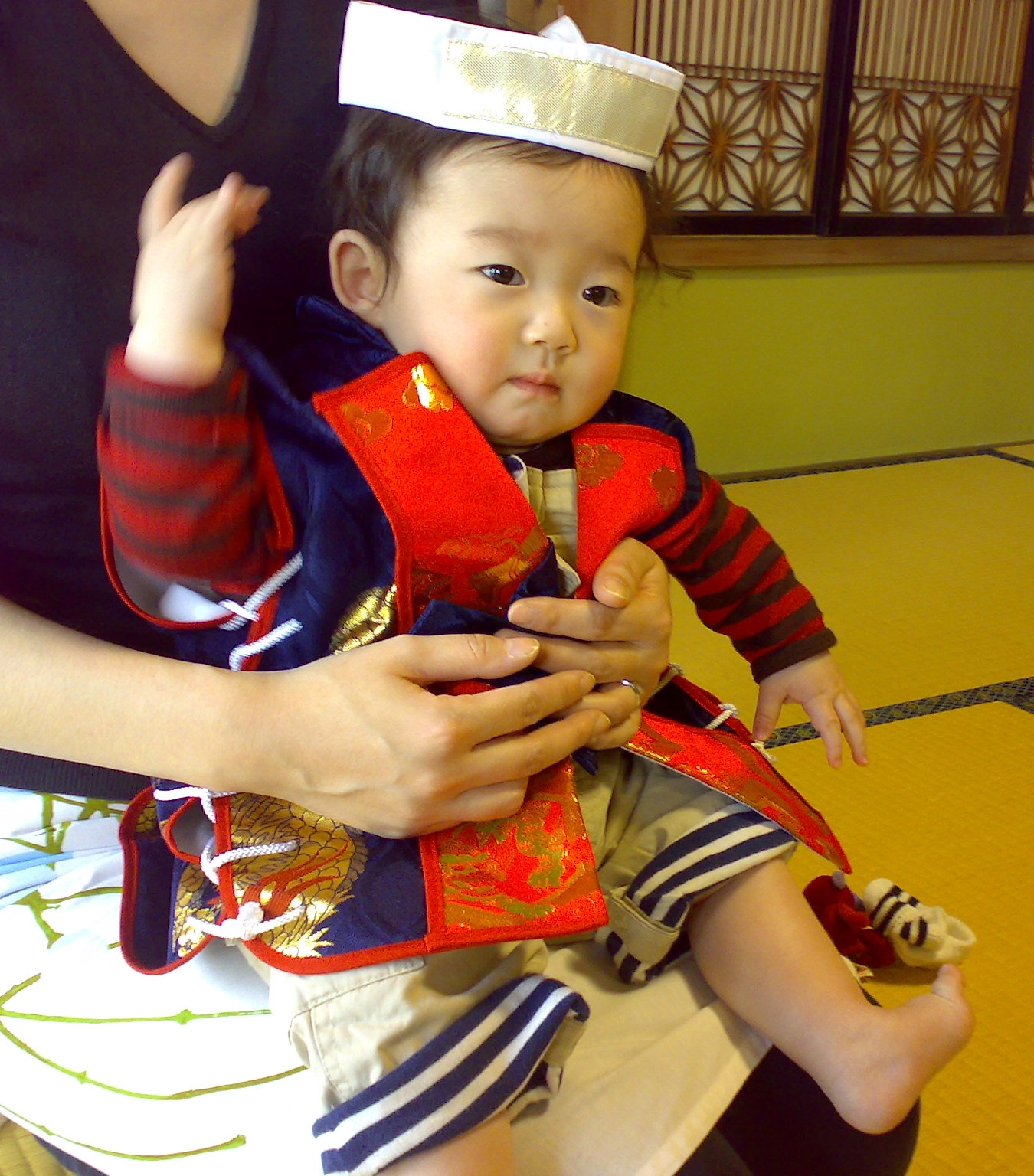
端午節穿著陣羽織的嬰兒

日本人過端午節不但會擺飾以應季花卉為花材的華道作品，還有很多應節的裝飾，稱為五月飾，主要有驅邪和尚武的含義，也是包含對家中男孩健康的祝願。五月飾可分為於屋內擺放的屋內飾（屋内飾り）和掛於室外的屋外飾（屋外飾り）。屋內飾主要有五月人形，有男孩的家庭都會在端午節於家中陳設。五月人形的原型都是日本歷史上或傳說中的著名的戰士，人物隨著時代有所增加，包括上古傳說中的神武天皇、神功皇后，鎌倉時代的源義經、武藏坊辨慶，戰國武將豐臣秀吉、加藤清正、伊達政宗，江戶幕府首位將軍德川家康，以及童話故事中的金太郎和桃太郎等，這些人偶的服飾一般依照歷史上或傳說中的代表戰鬥服飾製作，並配以武器，造型則是可愛的孩子模樣，故稱為「孩子大將」（子供大将）、「腕白大將」（わんぱく大将）。也有些人會在家中陳設仿照各武將所使用的鎧甲製作的模型鎧甲。兩者都是祝願男孩健康成長，成為勇敢的人，並有保佑男孩的意義 。放於室內的還有武者繪軸，是繪有武將圖像的浮世繪畫作掛軸，現代也有鑲在畫框的武者繪。還有給男孩穿上陣羽織和戴上冑，現代又有以報紙摺成冑戴在男孩頭上。
室外飾主要有武者繪幟和鯉魚旗。武者繪幟是繪上武將圖像的浮世繪旗幟，掛在室外。鯉魚旗是布制或纸制的圆筒空心、上绘鲤鱼图案、可随风飘舞的旗状物。一則是來自鯉躍龍門的傳說，鯉魚不畏艰险、逆流而上的坚定信念，与来到龙门前奋起一跃时的决然态度，是勇敢的象徵；而鯉魚跳過龍門就化成龍，有出人頭地的吉祥意義。另外又因為鯉魚離水後不會掙扎，即使放在砧板上也一动不动，甚至身受刀伤也依然不动，这种从容就死的凛然态度，代表危难之际能够镇定自若地献出生命的勇敢精神。故此鯉魚旗寄託了對男孩健康成長、奮發向上，將來出人頭地，成為勇敢戰士的祝願。初期的鯉魚旗是繪上鯉魚圖案的旗子，然後演變成鯉魚狀的旗幟，江戶時代多是一條黑色大鯉魚配上五色插在武者繪幟旁邊，到明治時期發展為代表父親的黑色「真鯉」和代表母親的紅色「緋鯉」，大正時代則發展為成套的旗幟，由位置的高低順序為風車、五色風向袋、真鯉、緋鯉、以及代表兒子的青鯉（子鯉），有多個兒子的家庭會再於青鯉之下加上綠色、紫色等冷色調的鯉魚，青鯉及之下的鯉魚數目與家中兒子的數目相同，於是也有了顯示家中人丁興旺的意思。五色風向袋則源自端午辟邪用的續命縷，又寓意子孫昌盛。現代的鯉魚旗又有再加上暖色鯉魚代表女兒。在藍天上飄揚的鯉魚旗，看上去有如在碧水中暢游的鯉魚，是代表夏季的景物。傳統的和紙鯉魚旗以埼玉縣加須市的出產的最為著名，在二戰前更是全國產量第一。
近年隨著附設庭園的獨立屋減少，居於住宅大廈裡的家庭增加，不適合於窗外掛大型的五月飾，於是不少室外飾都有室內化的版本，市面就有不少適合放於室內的小型鯉魚旗和武者繪幟售賣，受到居於住宅大廈的日本民眾歡迎，還些人會自行製作室內用鯉魚旗，成為一種普及的手工藝品。

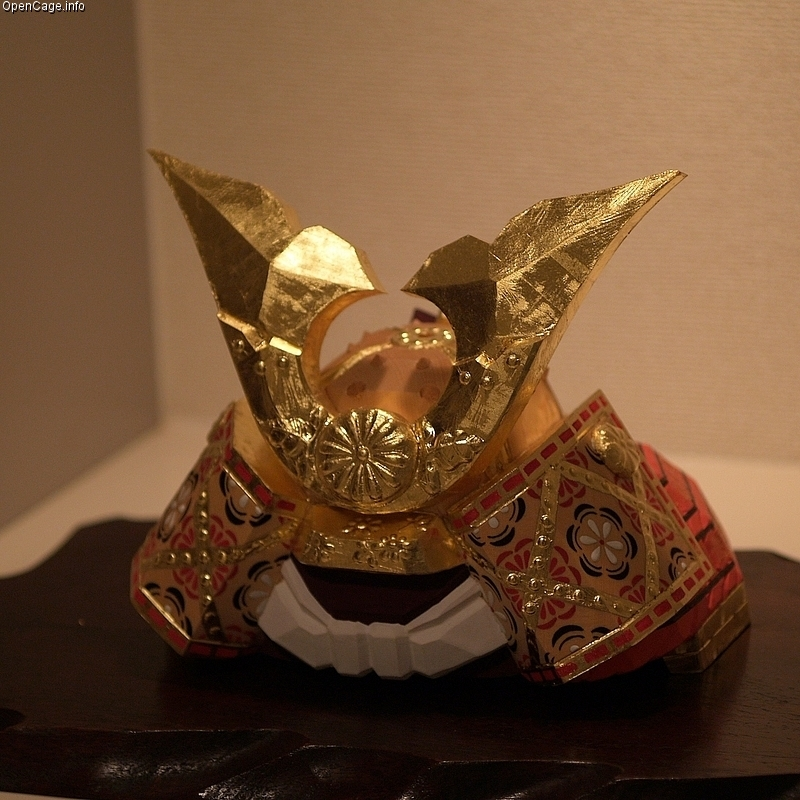
胄是常見的端午裝飾
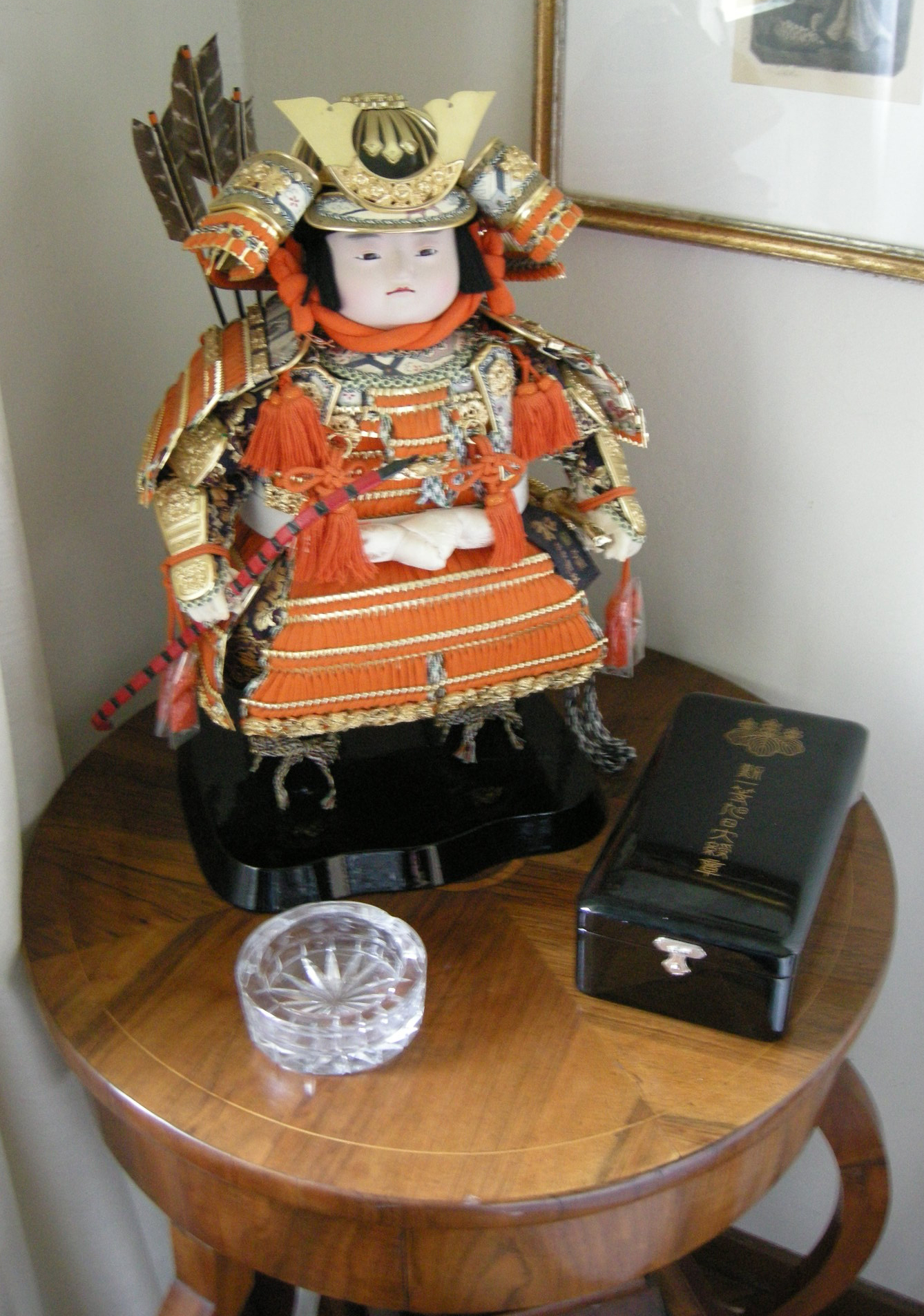
穿鎧甲的五月人形
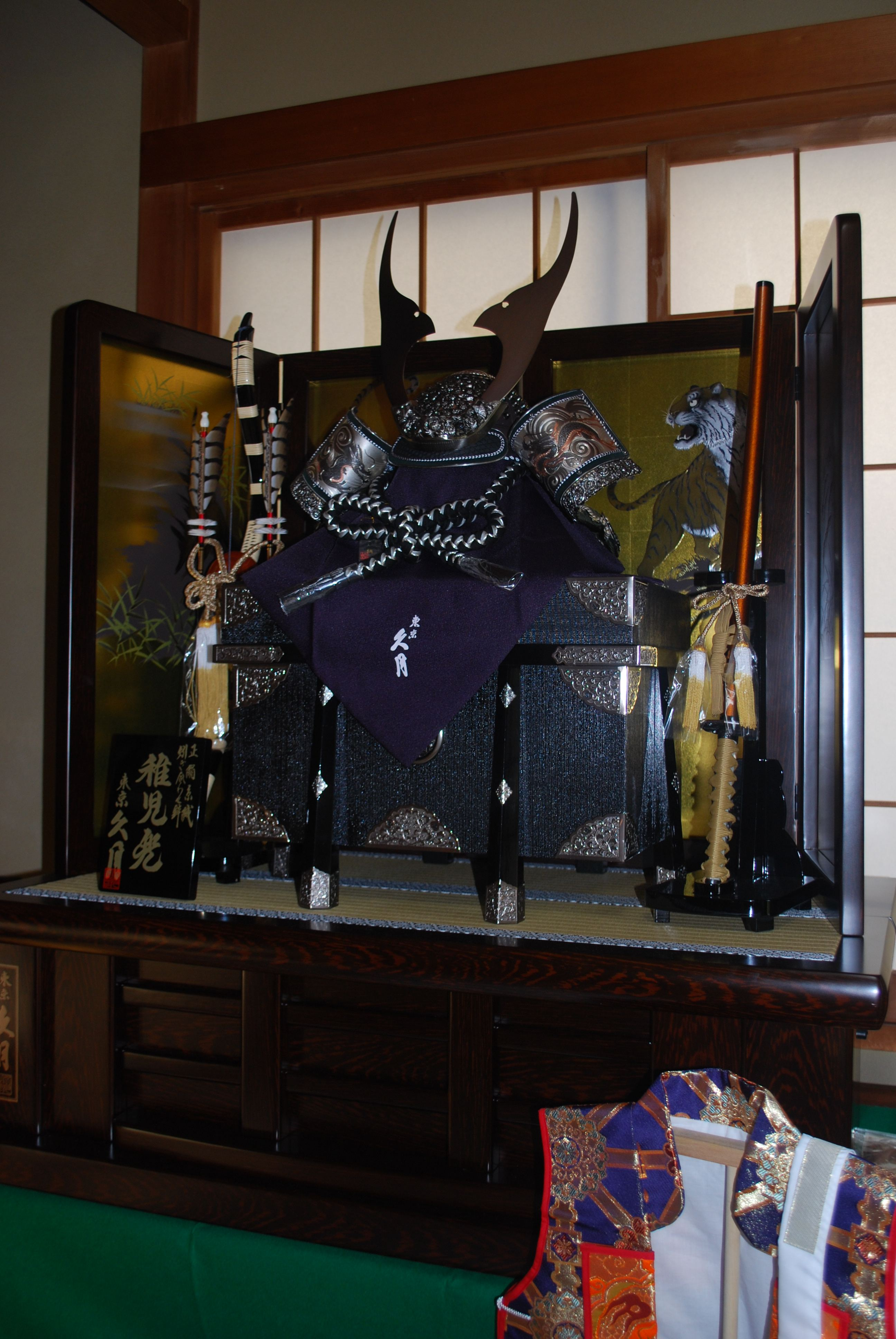
可供小孩穿戴的胄和陣羽織
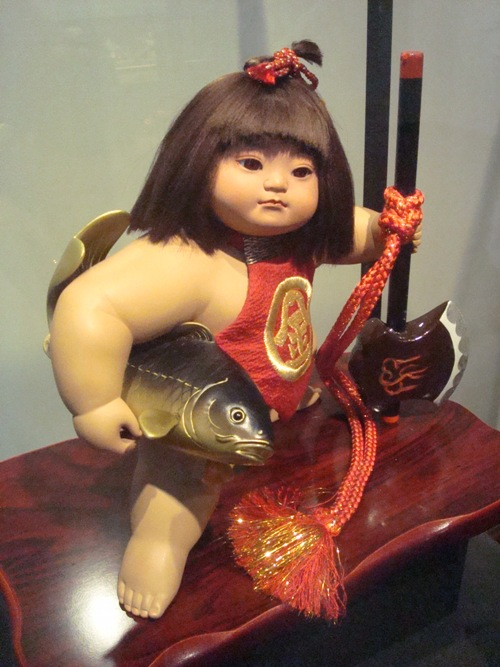
金太郎五月人形
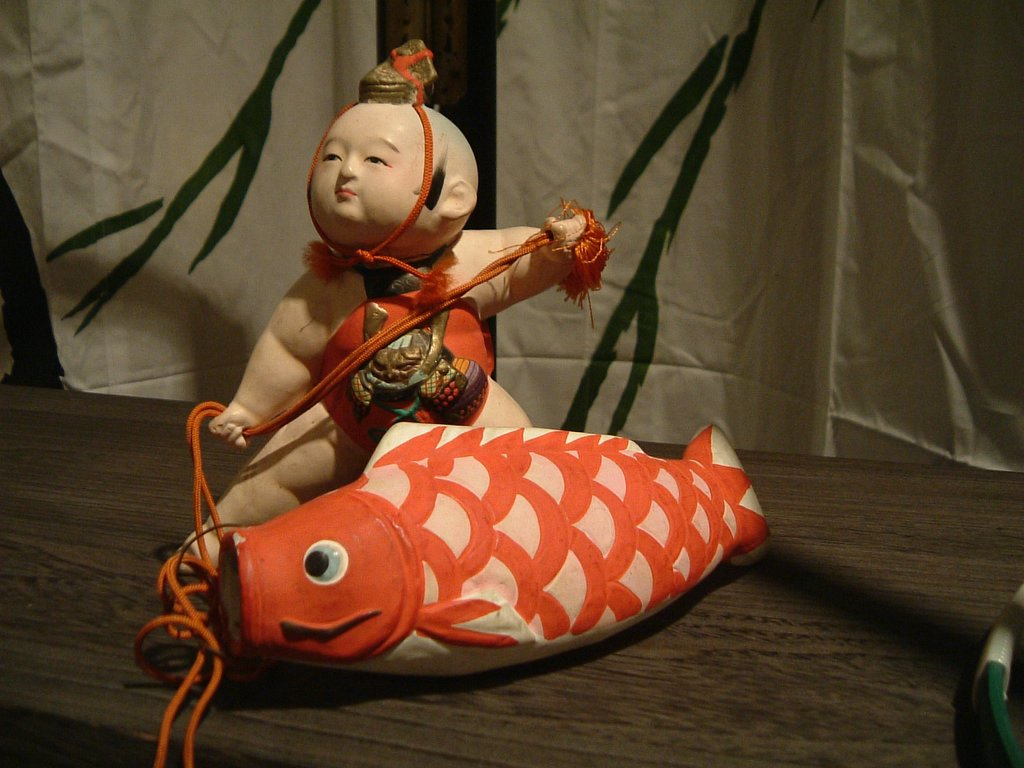
有大鯉魚的金太郎五月人形
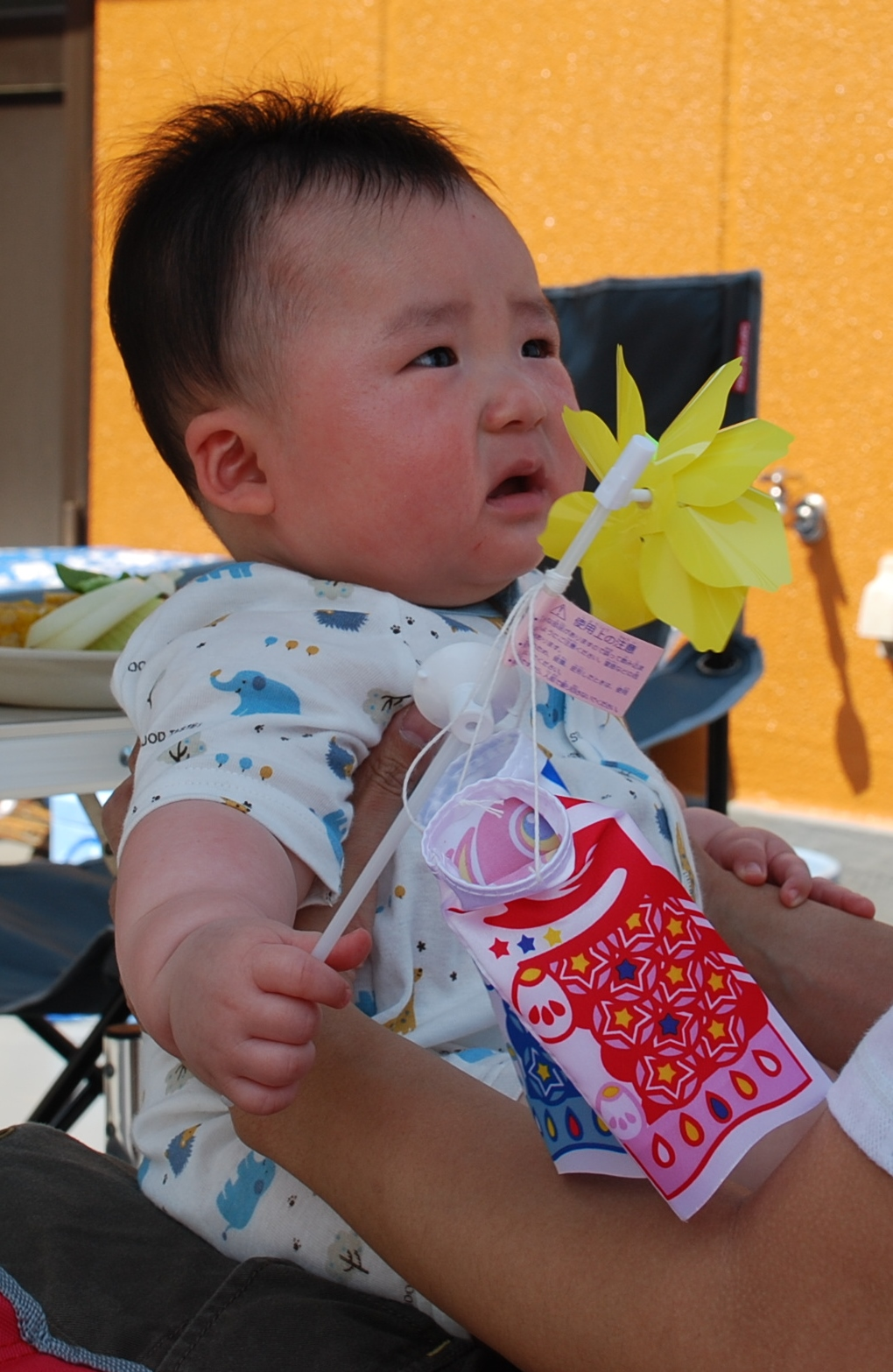
持玩具鯉魚旗的嬰兒
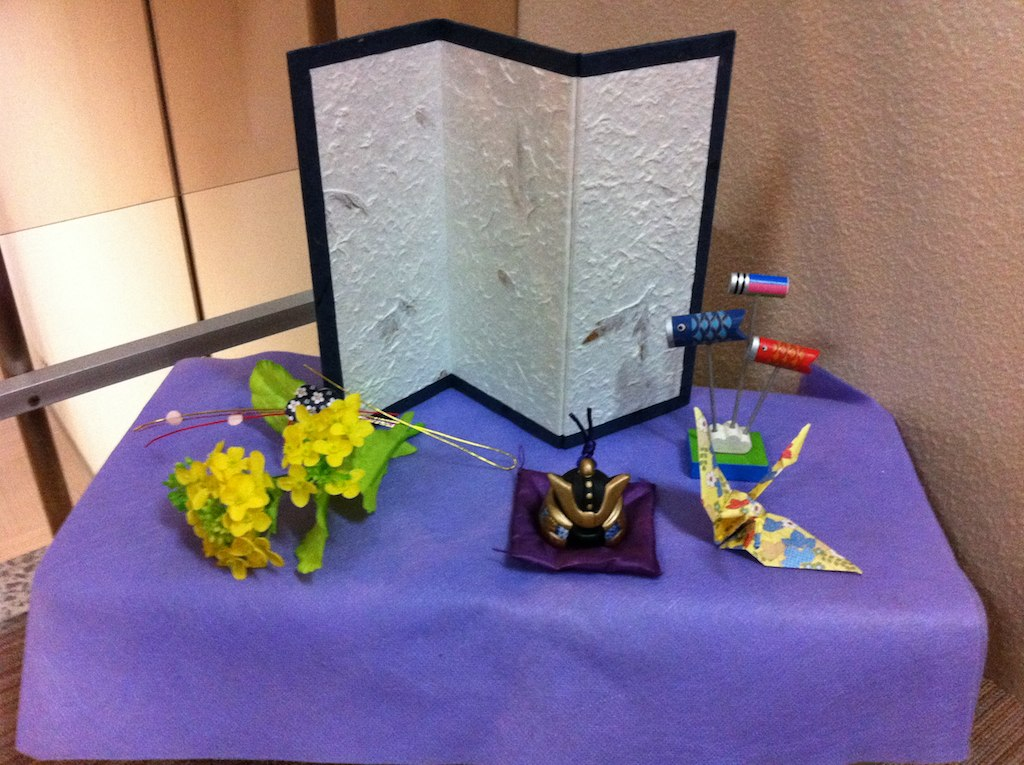
小型室內端午裝飾
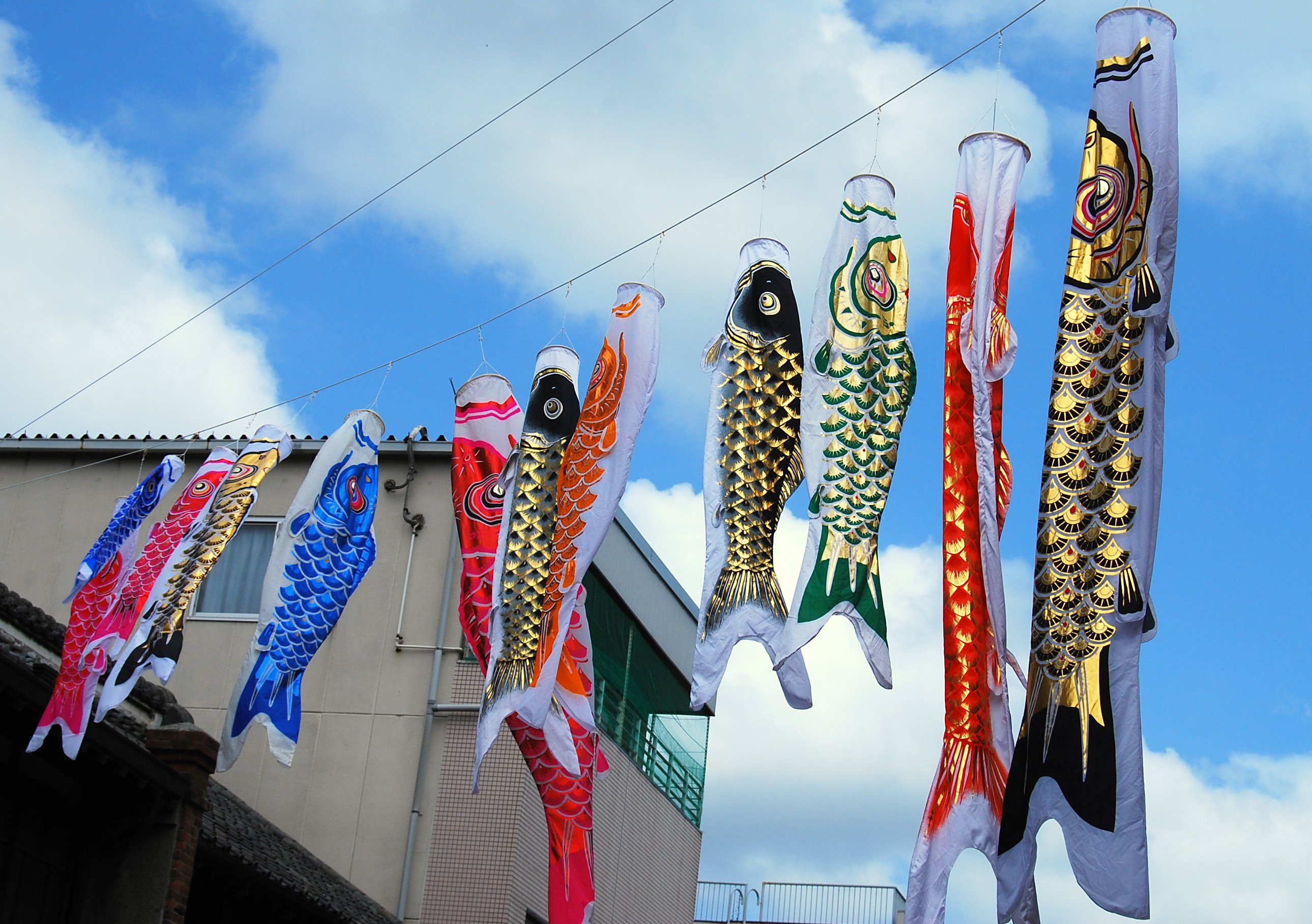
現代鯉魚旗色彩繽紛，還有些加上燙金
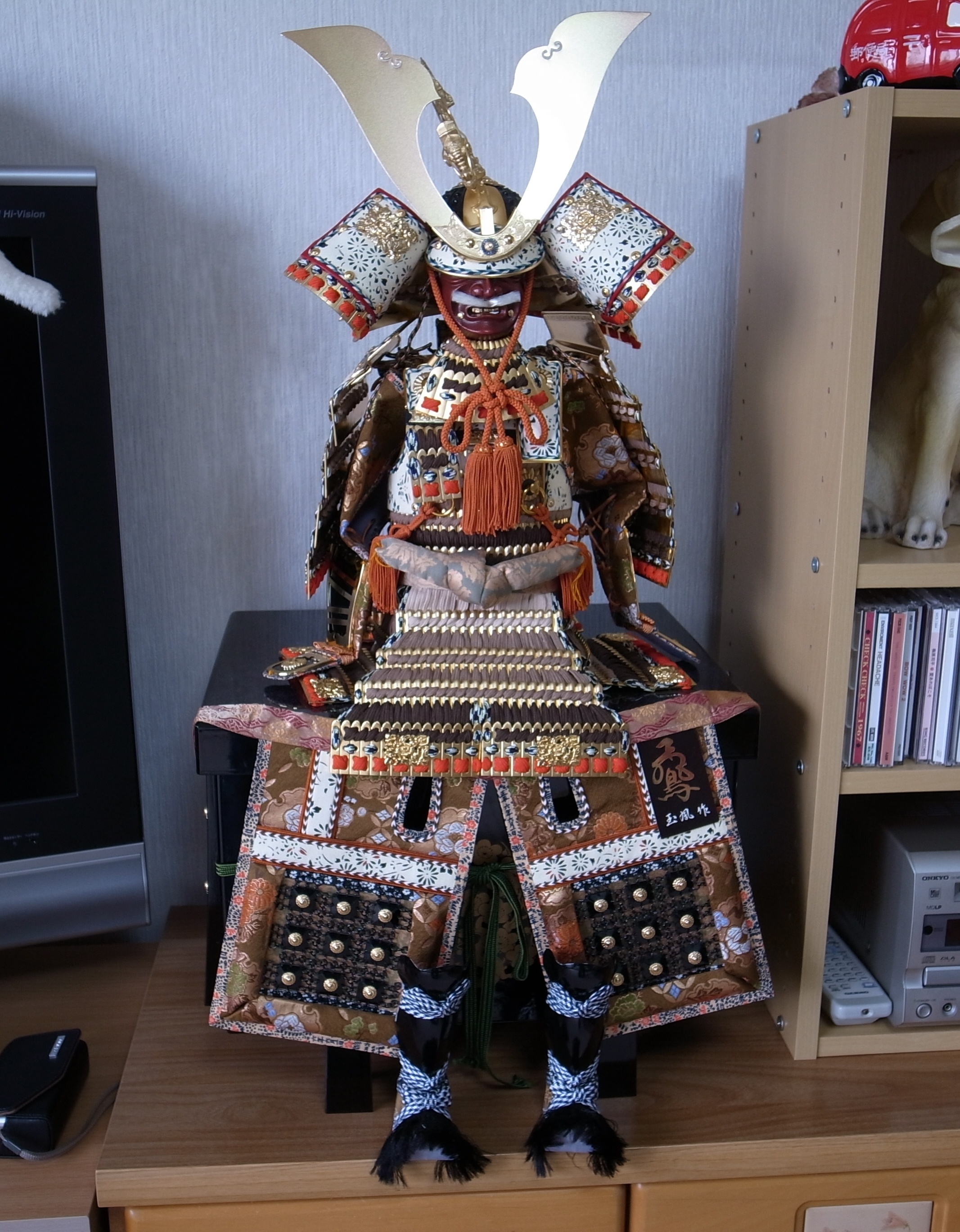
端午節放於家中的甲冑
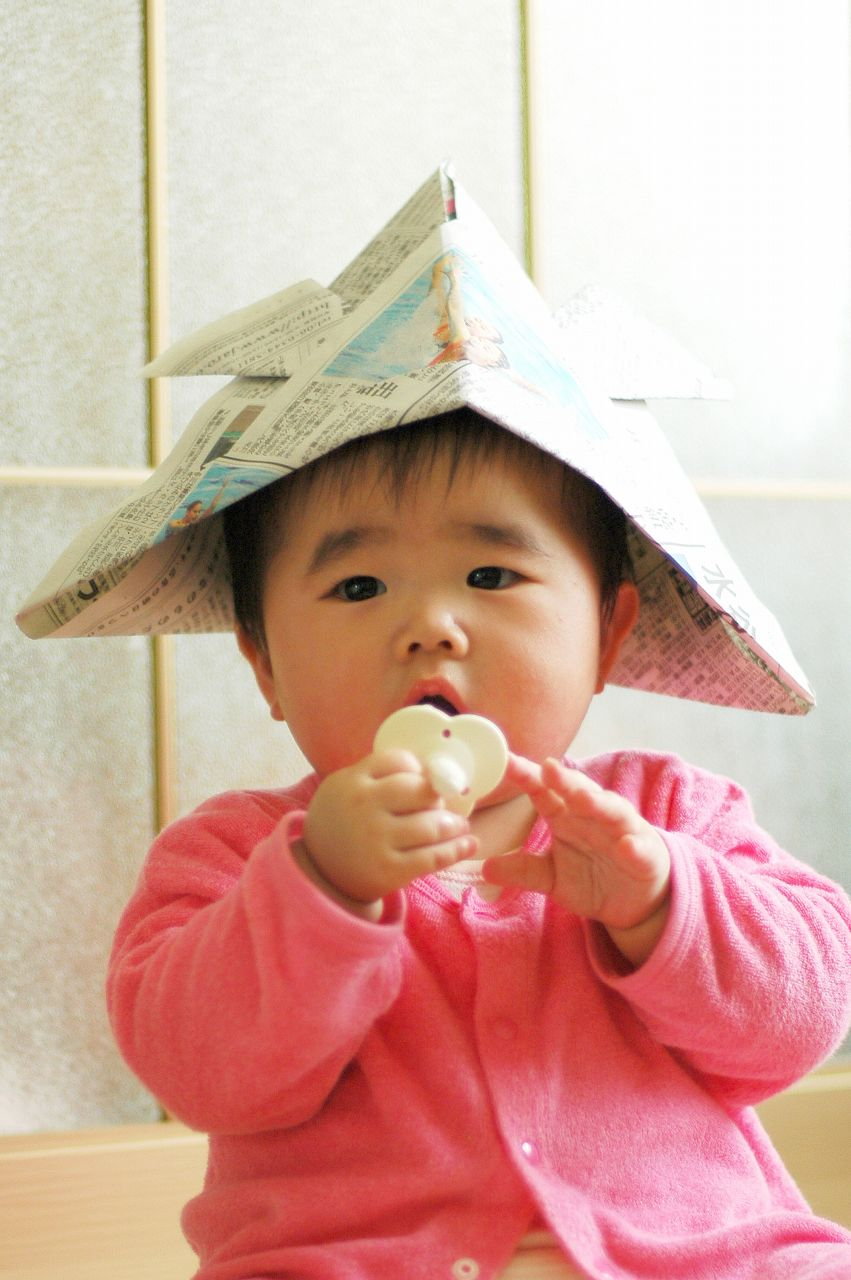
以報紙摺成胄戴在嬰兒頭上

### 放風箏

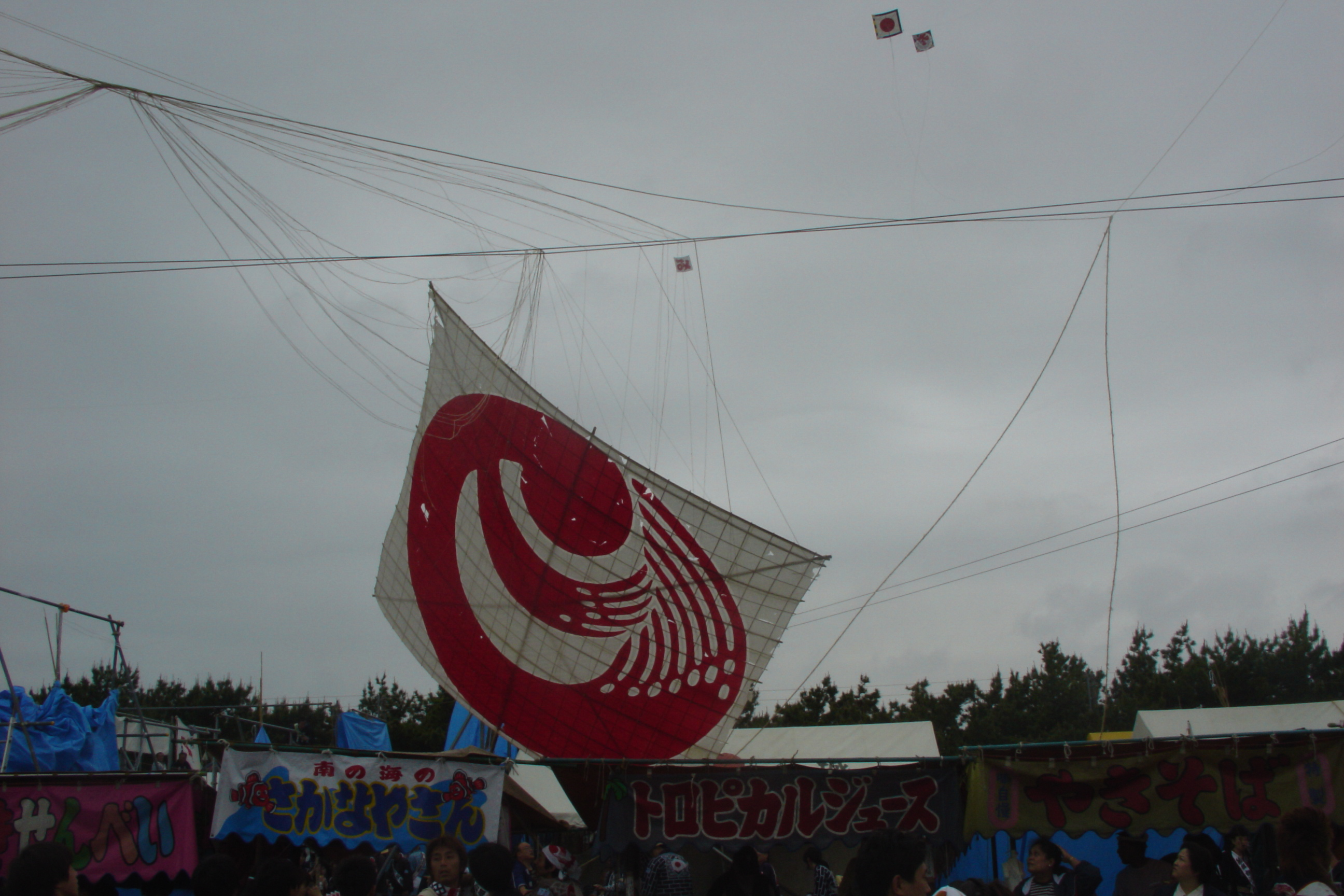
濱松祭的巨型風箏

日本端午節的放風箏習俗起源有多種說法。據江戶時代成書的《濱松城記》載，端午放風箏起源於室町時代永祿年間，當時引間城主飯尾連龍為慶祝長子飯尾義廣出生，就在城內放風箏，該書又記載安土桃山時代時元龜六年（1572年），德川家康的次子結城秀康出生在，其家臣就在端午節放風箏。但結城秀康於1574年出生，年代有誤，而《濱松城記》錯誤頗多，被視為偽書，故書中說法並不可靠。而端午放風箏的現存的最早可靠記載是寬政年間，因為濱松一帶端午期間有強風從遠江國吹來，被稱為「遠州之勁風」（遠州のからっ風），人們就放風箏慶祝兒子誕生。
此習俗至今仍在關東以西至中部地方流行，而這些地區的男嬰出生後過的第一個端午節，父母都要放風箏祝福兒子健康幸福地成長，稱為「初凧」。一些地區有較大型的端午放風箏活動，例如5月3至5日在埼玉縣春日部市江戶川旁舉行的「放庄和之大風箏祭」（大凧あげ祭り）就有日本最大、達「百疊敷」大的「庄和之大風箏」，靜岡縣濱松市在5月3日至5日舉行的濱松祭有放風箏合戰，滋賀縣東近江市源於江戶時代端午節習俗、現於5月下旬舉行的八日市放大風箏（八日市大凧揚げ）會放一隻長1.3米、闊1.2米的巨型風箏，並以「近江八日市的放大風箏習俗」名義列入日本選擇無形民俗文化財。其他地區也有各具特式的端午風箏會。

### 賽馬、騎射與射箭

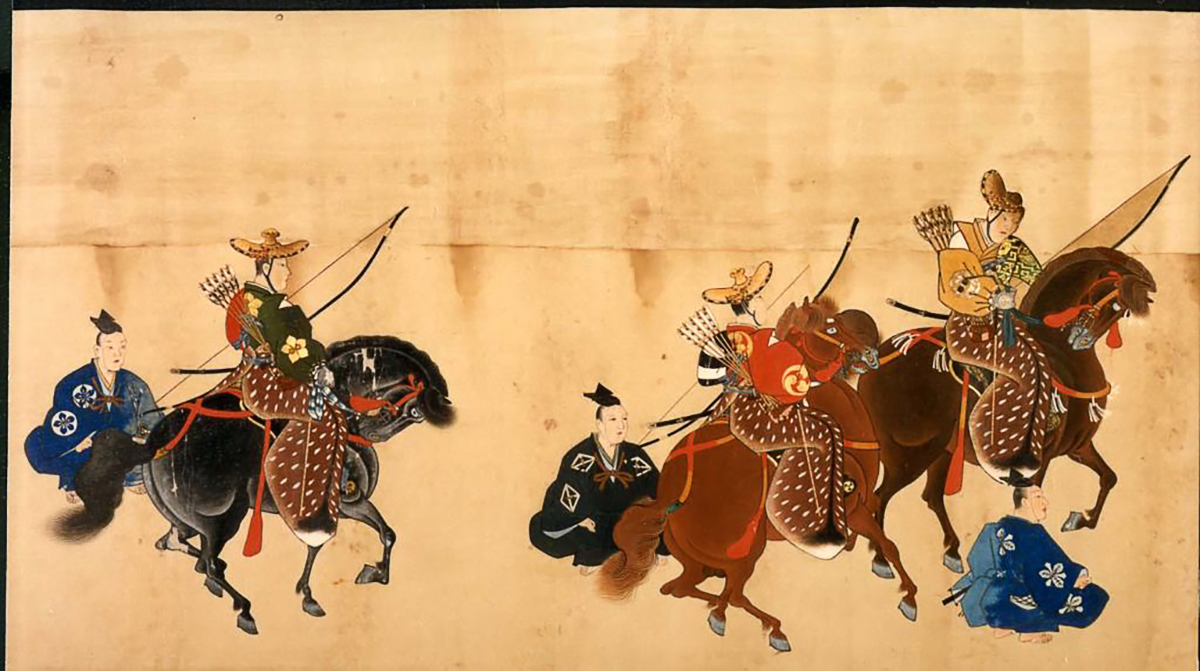
江戶時代的流鏑馬

端午節有不少習俗與馬相關，這是因為「午」代表馬，其中最常見的是賽馬和騎射。端午節前後，日本各地不少神社都會有賽馬和流鏑馬的神事，有些依照新曆日期舉行，有些沿用舊曆，也有些在6月接近舊曆端午節的日子進行，全國各地於端午節期間舉行的流鏑馬神事超過30個。其中京都府京都市北區的賀茂別雷神社（通稱上賀茂神社）於新曆5月5日舉行的的競馬會神事、左京区的賀茂御祖神社（通稱下鴨神社）於新曆5月初舉行的流鏑馬神事以及靜岡縣富士宮市富士山本宮淺間大社舉行的流鏑馬祭皆被列為世界文化遺產。上賀茂神社的競馬會神事始於寬治七年（1093年），當時堀河天皇敕令原來於宮中武德殿舉行的端午賽馬儀式移師上賀茂神社舉行，明治維新後更改日期為新曆5月，在5月1日會先舉行「足汰式」（初賽）。下鴨神社的流鏑馬神事也源自宮中端午行事，自原為舊曆四月酉日舉行的葵祭定為新曆5月15日舉行後，5月5日的流鏑馬神事也被視為葵祭前的儀式。淺間大社於5月5日舉行的流鏑馬祭則起源於建久四年（1193年）端午節源賴朝在該社進行流鏑馬祈求武運昌隆、天下太平之事，舉行之前一天要先進行富士川川原祓、馬場祓、前日祭、末社巡拜等儀式。而射箭儀式則是藥獵行事的遺風。

### 迎田神、插秧祭、女之天下

由早乙女進行的御田植祭

日本農村在古代端午節舉行的迎田神和插秧祭，現代多由神社舉行，稱為御田植祭（お田植え祭），是祈求五穀豐登的祭祀儀式，也是負責農事的女性休息、遊玩之日子，現時一些地區對端午節的別稱如愛知縣和德島縣稱5月4日為「女之晚」、高知縣山區稱端午節為「女之天下」，以及女之夜、女之家、女之宿、女之屋頂等別稱，以及一些地區在端午節以女性為主人、男性為客人，或讓女性優先享用菖蒲湯的習俗，都反映端午為女性休息遊玩日的古風。
明治維新後，部份神社把端午御田植祭改為新曆，有些則繼續依舊曆端午節日期舉行。現在部份神社的御田植祭，如愛媛縣今治市大三島町的大山祇神社於舊曆五月初五舉行的御田植祭、東京都中央区築地的波除稻荷神社於5月6日舉行的御田植祭、奈良縣吉野郡天川村的天河大辨財天社於新曆5月舉行的御田祭等，都仍依照古俗選出年輕女性為早乙女來進行儀式。鹿兒島縣霧島市隼人町的鹿兒島神宮的御田祭除了選早乙女外，還有選年輕男性為早男，與早乙女一起進行儀式。有些地區神社雖然有舉行御田植祭，但已經沒有再選早乙女，而是由男性進行儀式。

### 牛休息日
在奈良縣，岡山縣的備中地方北部、美作地方，愛媛縣部份地區，山口縣等地區，端午節期間的五月被視為牛的休息日。把五月端午節期間列為牛休息日可能是因為五月惡疫流行，令牛病死，故此有了這段時期讓牛休息的習俗。奈良縣和山口縣部份地區在五月不會要牛工作，其他地區的牛在五月的休息日由兩天至一整個月不等，各地讓牛休息的日子皆有不同，有些是一個月內特定數天，有些則是連續多天。例如江戶時代初期成書的農書《清良記》就把五月初一、初五、十五、十六、廿九為牛的休息日，南宇和郡奧野川一帶則把牛休息日定為五月五日和十六日，東宇和郡城川町則定為五月五日和廿八日，宇和島市祝森的牛休息日定於五月十六日，喜多郡肱川町予子林在五月初一、初五、十六、廿八讓牛休息。在牛休息期間，人們會幫牛清洗全身，有些地區會給牛享用菖蒲浴。當中不少地區皆認為在牛休息日期間要牛工作會招致不幸，如斷腳、帶來旱災、引起火災等。還有些地區會在端午節期間為牛祈福，祈求神明保佑家中的牛健康。

### 模擬戰
端午節的模擬戰習俗包括上面提及的以菖蒲刀或菖蒲太刀互相擊打的模擬格鬥遊戲，在明治時代之前還流行打石戰。打石戰本是為了逐疫祛病，後來從兒童遊戲發展為成年人的武鬥。自鐮倉時代開始，打石戰成為端午節的主要習俗之一。到了江戶時代，德川幕府因其危險性而屢次禁止，可是成效不彰。直至明治時代仍有些地方保留此習俗，現代已經式微。

### 食俗

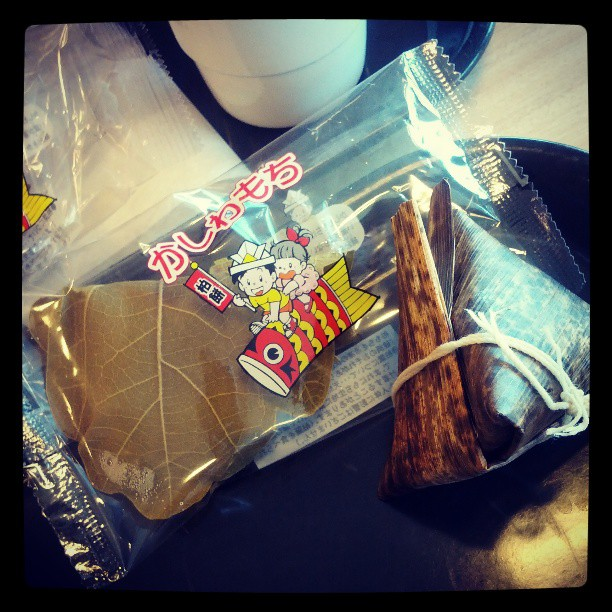
粽和柏餅是日本端午節常見食品

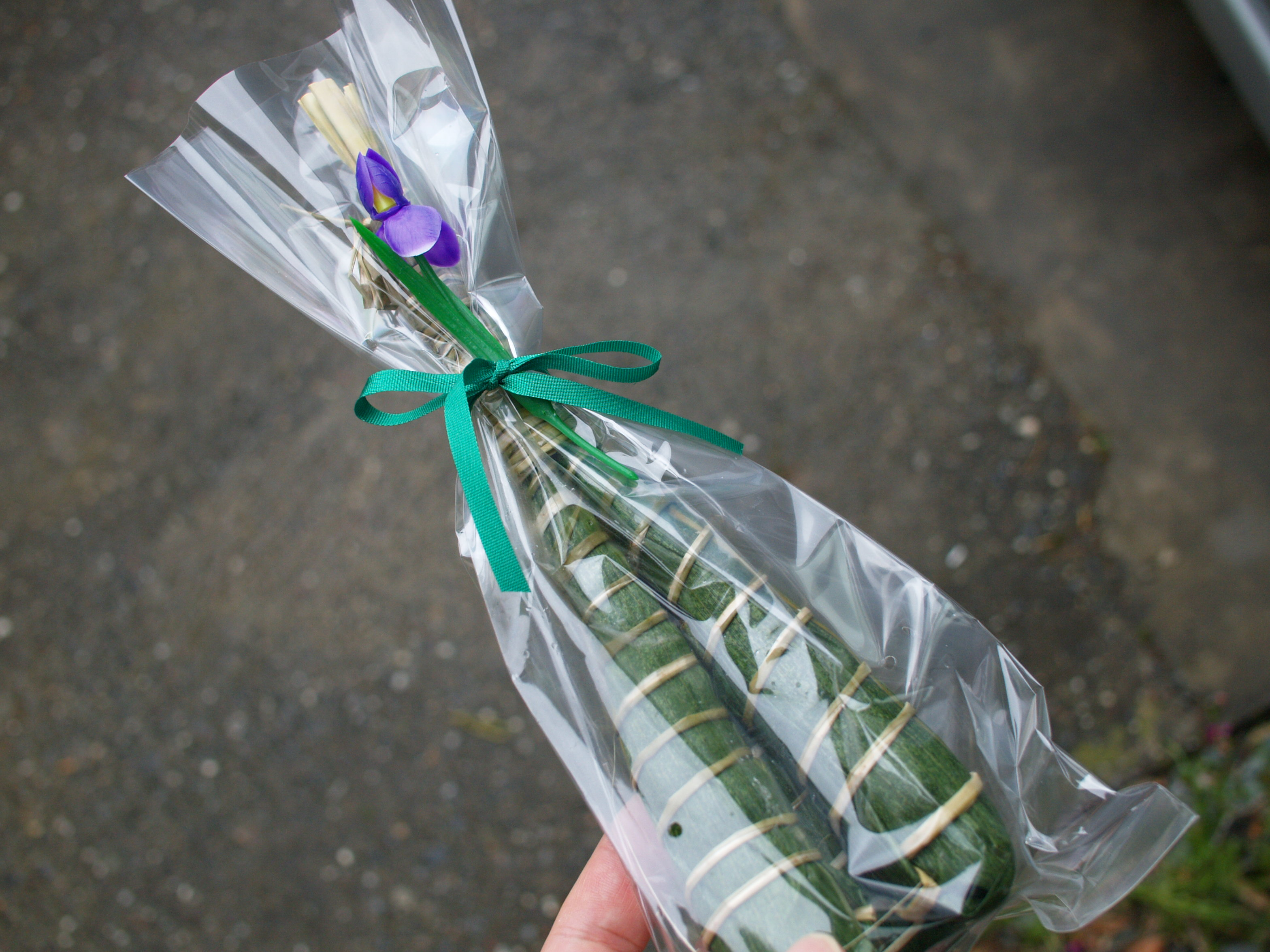
包裝精美、加上應景花菖蒲的粽子

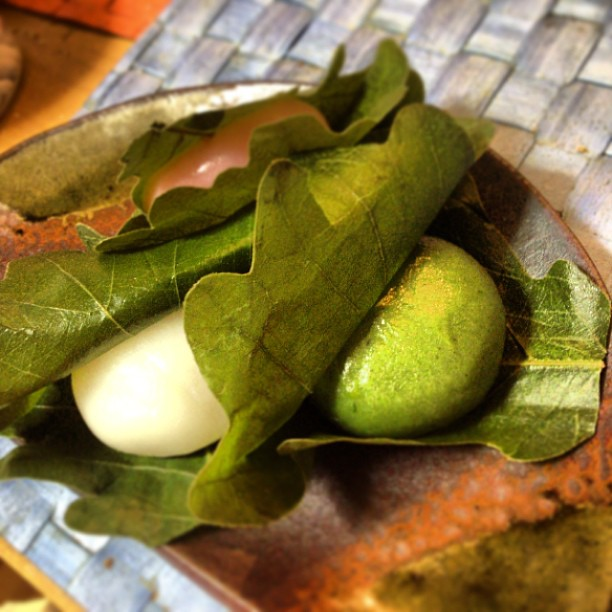
柏餅

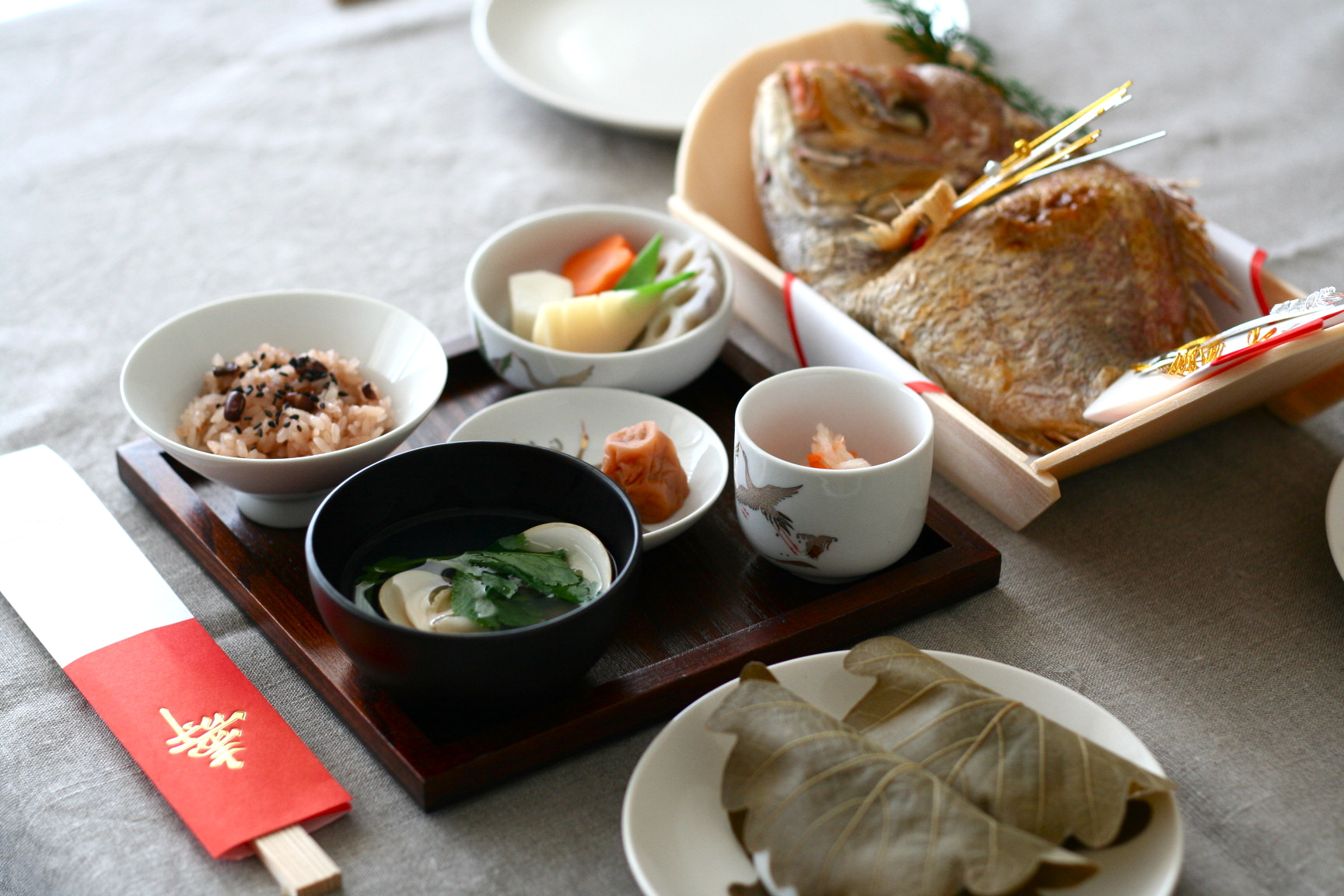
有鯛魚、竹筍、赤飯等的端午料理和柏餅

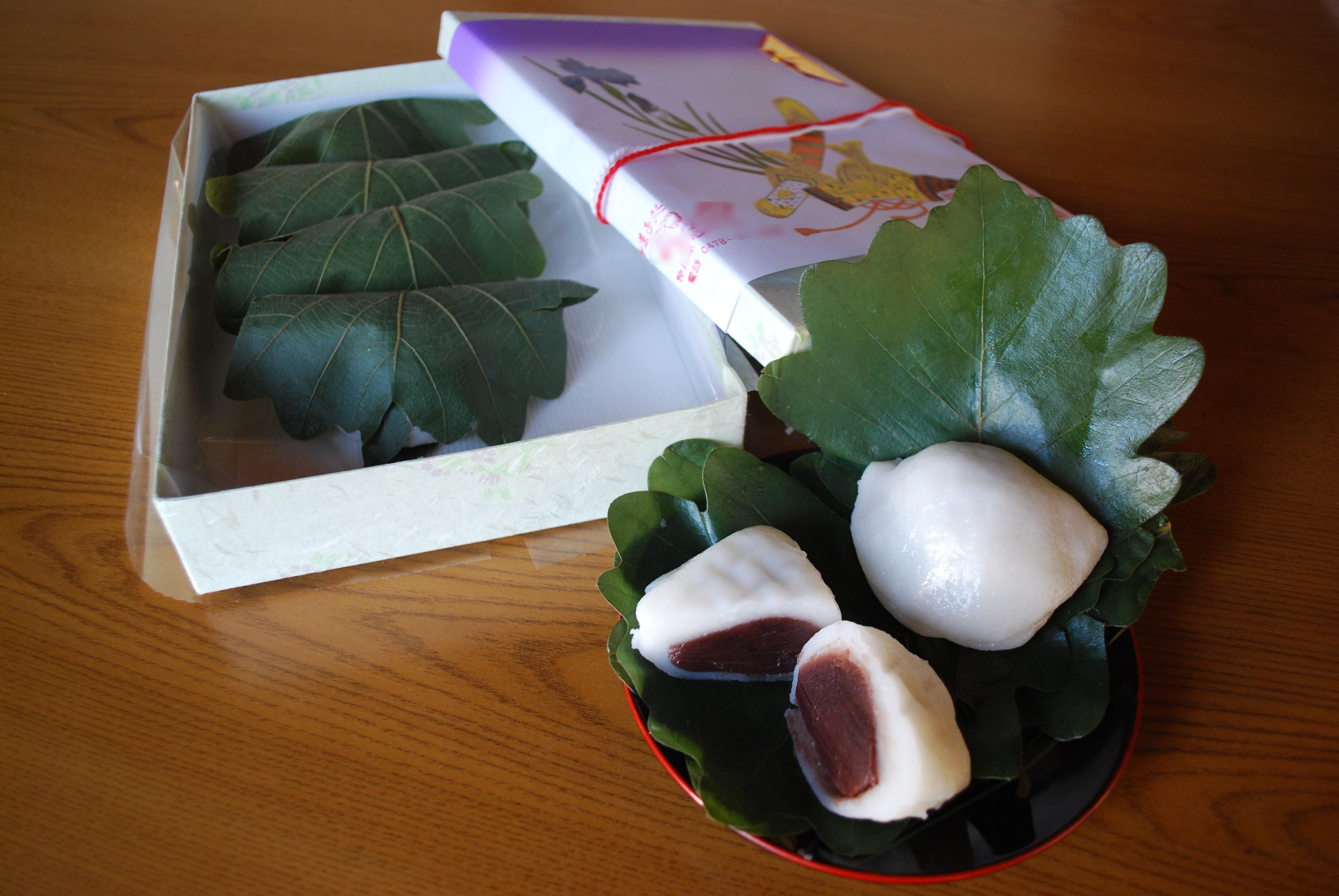
豆沙餡柏餅

日本端午節的食品主要有粽和柏餅，關西地區多於端午節吃粽子，而柏餅則多見於關東地區。粽子在日本古代稱為「茅卷」，最初用茅葉包裹，呈圓錐形，後來又出現以菰葉、菖蒲葉、竹葉、竹箬、蘆葦葉等包裹的粽子，不但是應節食品，也是端午祭祀用的供品。現時日本各地的粽子多種多樣，如靜岡縣藤枝市朝比奈村的朝比奈粽、新潟縣的笹糰子和三角粽、宮城縣和福島縣的大豆三角粽、岐阜縣中津川地方的以青茅葉包裹的刈安粽、京都府的水仙粽、羊羹粽和茅卷、長野縣與岐阜縣的朴葉卷（ほおばまき）、島根縣的笹卷、鹿兒島縣以孟宗竹箬包裹的鹼水粽等。柏餅則是一種以洗淨的粳米乾燥後磨成的上新粉製成，內有餡料，再於外面包上槲櫟葉的和菓子，由於人們日語稱為「柏」的槲櫟葉是神依附之處，而槲櫟要在新芽長出之後，老葉才會脫落，故有子孫昌盛且繫衍不絕的寓意。
常見的端午節食品還有赤飯、鯛魚、蝦、鯉魚、出世魚、鰹魚、竹筍等。赤飯、連頭尾的鯛魚、蝦是日本常見的慶賀場合食品。端午節食用的鯉魚通常烹調成糖醋炸鯉魚，其寓意與鯉魚旗相同，同樣取自「鯉躍龍門」和「離水鯉魚」之說，祝願男孩健康成長、勇敢無畏、出人頭地。出世魚是指成長的不同階段有不同日語名稱的魚，常見的有鰤魚、鱸魚、鯔魚等，出世魚有如古代日本武士也會因應人生不同階段去使用不同的名字，故有祝願男孩平安長大、出人頭地的含義。鰹魚的日語讀音與「勝男」同音，寓意「勝利的男兒」。竹筍是端午節當季的蔬菜，竹子又生長迅速，竹筍料理代表希望男孩快高長大。傳統的端午節句料理其中一種常見組合是插上菖蒲根的蝦湯、糖醋炸鯉魚、鹽燒鯛魚、煮筍、竹內皮拌梅乾和青豆飯。
有些地區還有其他特別的端午節食品。一些地區會在端午節食用草餅。北海道尤其是南部日本海沿岸地區有食用一種以上新粉和砂糖製作再蒸成、稱為牛餅的和菓子。德島縣脇町由於舊曆五月初五正值麥子收穫的時節，人們會用收穫的麥子磨成麵粉製作成餅，再用山上採的葉片包裹之，製成稱為麥糰子的應節和菓子。宮崎縣宮崎市佐土原町的端午節食品包括鯨羊羹，是一種鯨魚形狀的羊羹，相傳元祿年間佐土原藩島津氏六代藩主島津惟久之繼承人島津忠雅一出生就顯現王者之風格，島津惟久就命菓匠製作鯨魚形的和菓子，自此就成為佐土原藩端午節的食品。長崎縣有一種叫鯉生菓子的端午菓子，是鯉魚形的米糕。

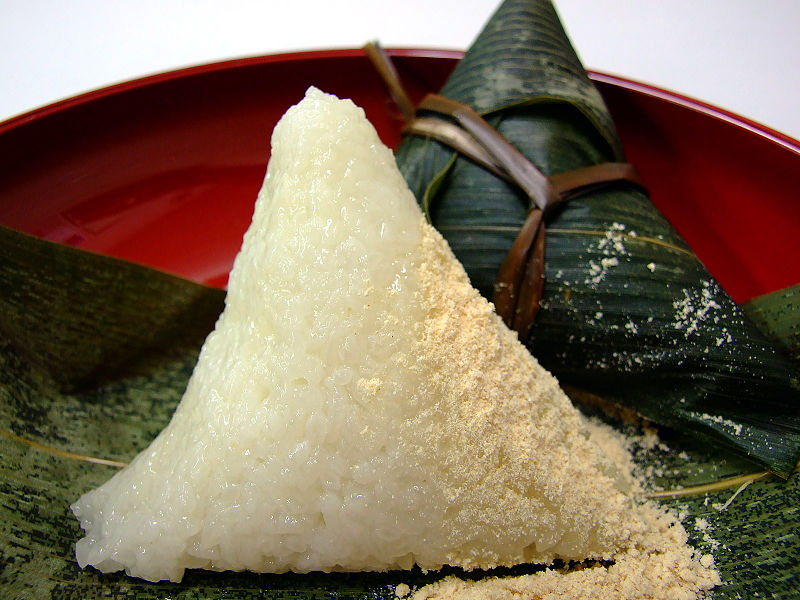
華箬竹葉包的三角粽
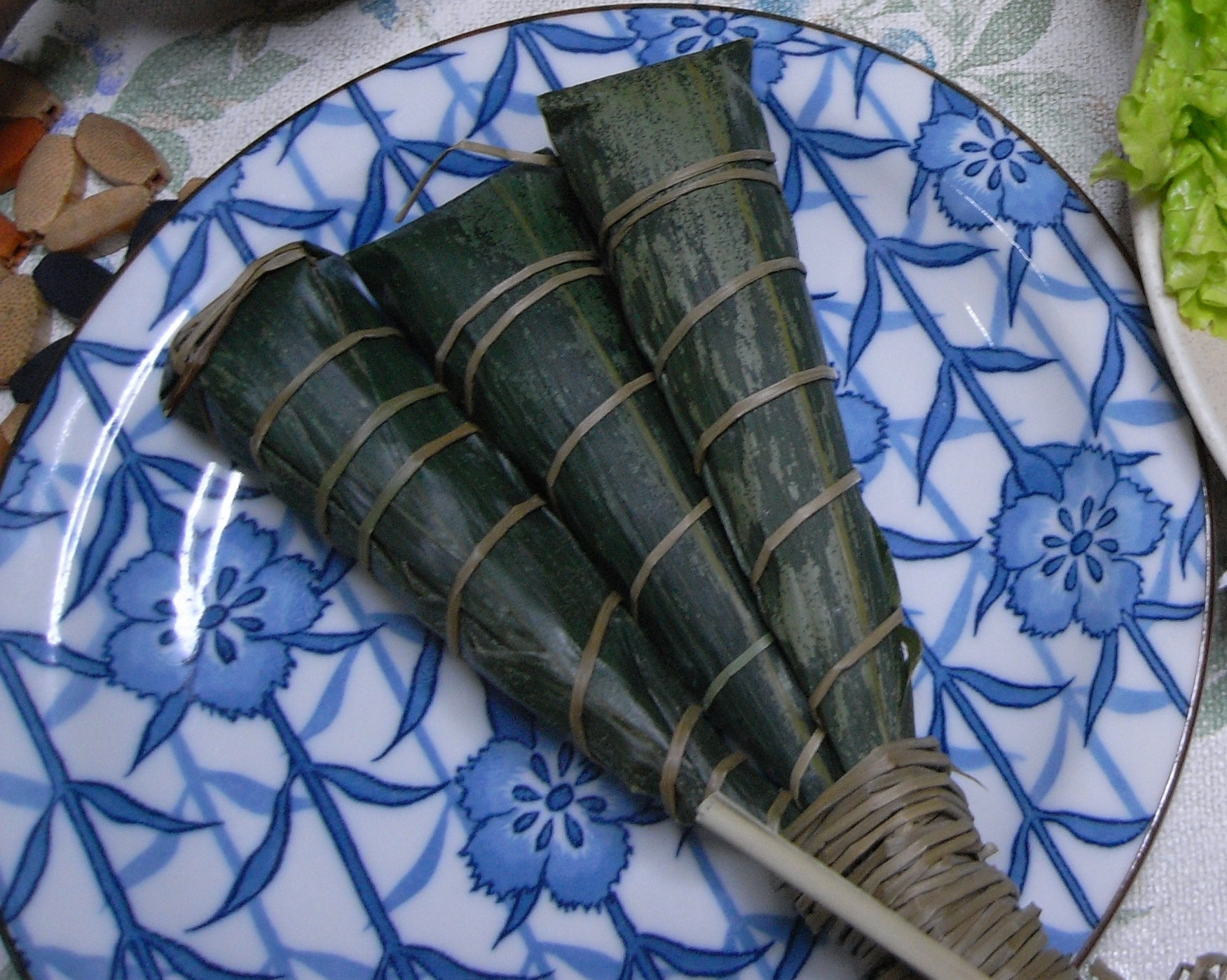
圓錐形的粽子
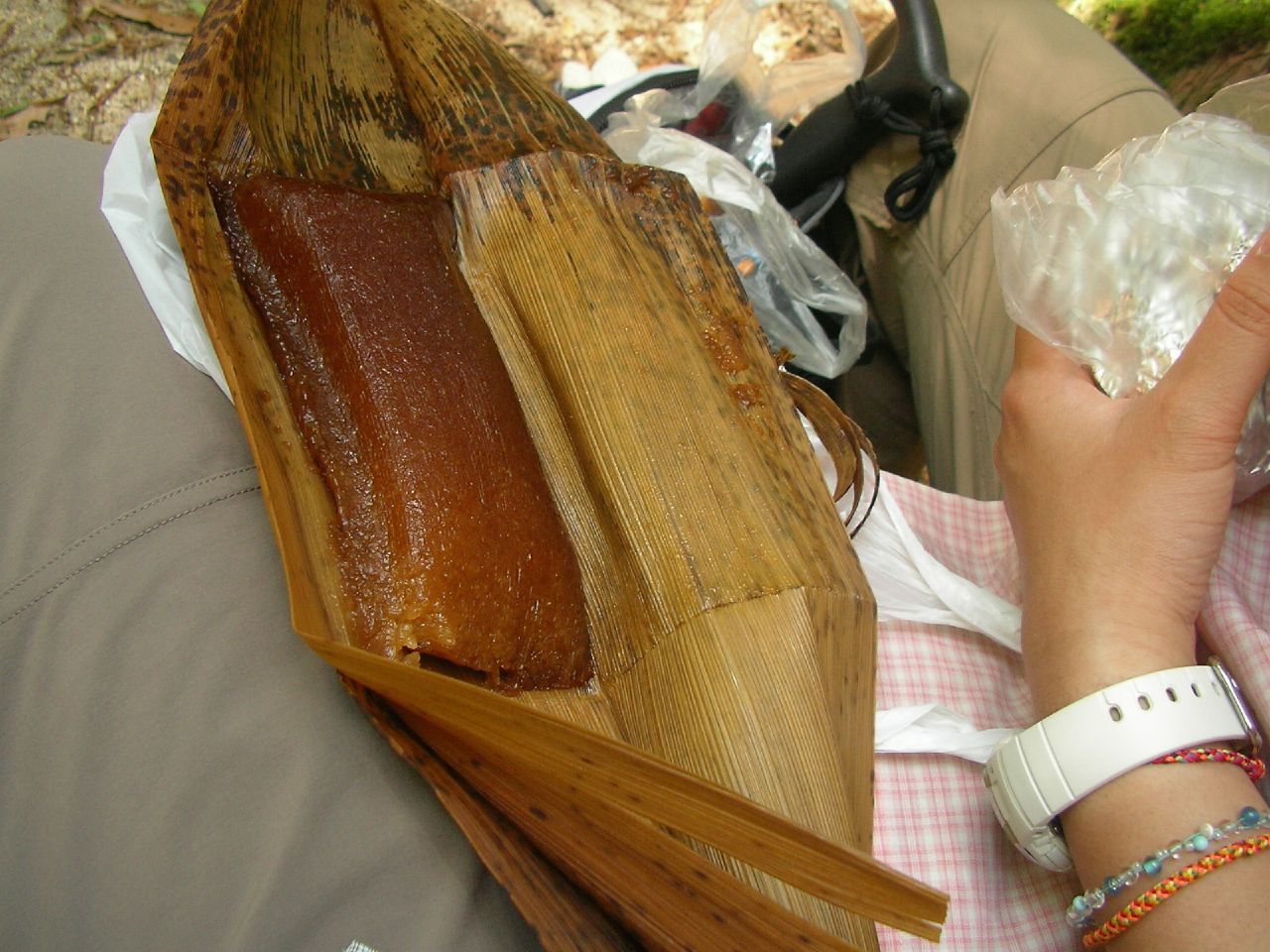
鹿兒島縣的鹼水粽
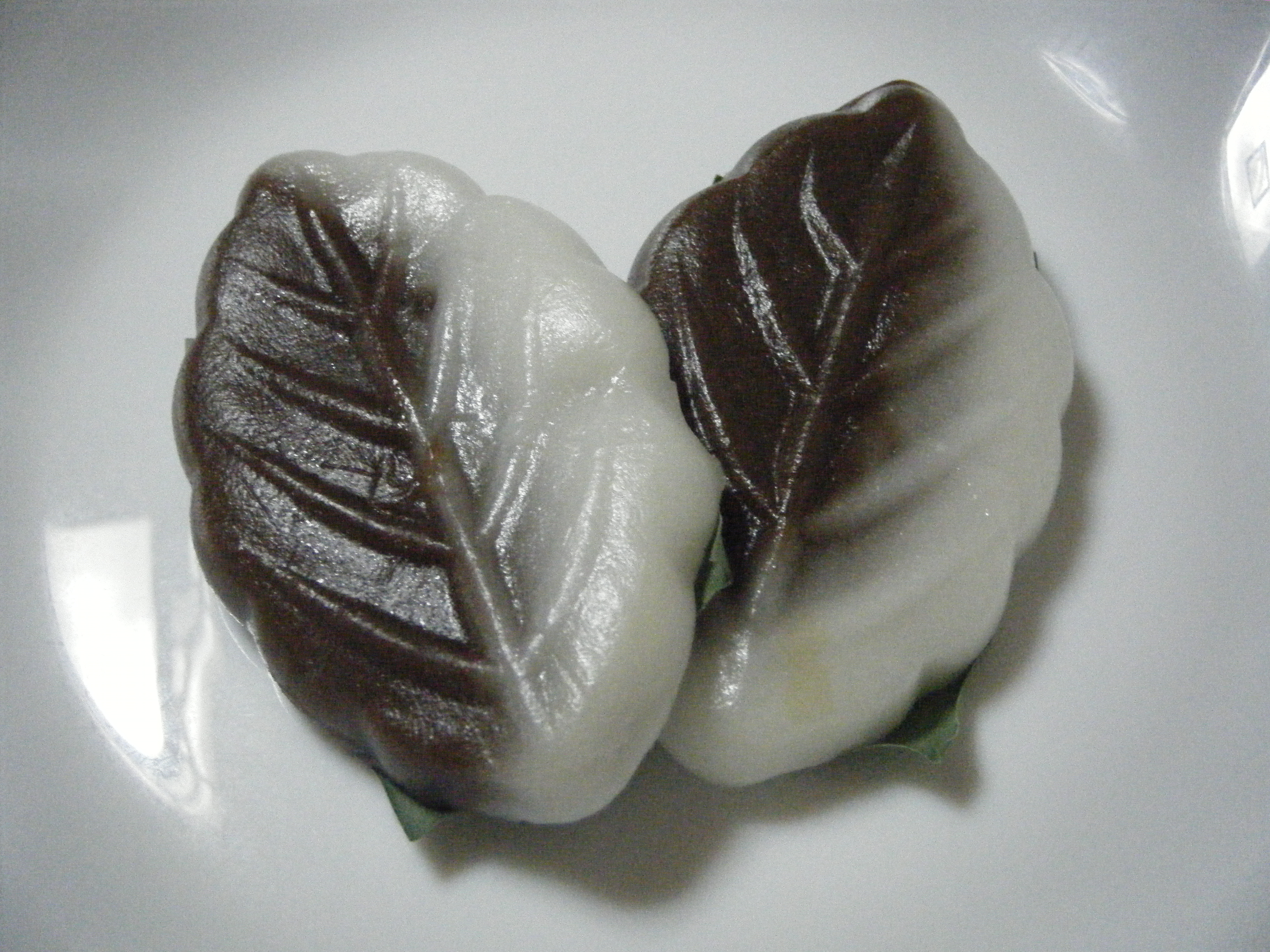
北海道的端午菓子牛餅
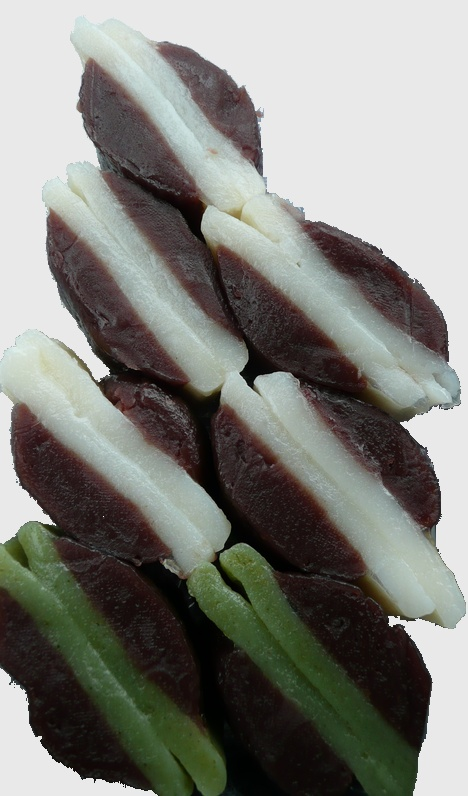
宮崎市的端午菓子鯨羊羹

## 各地特色

神奈川縣鎌倉市鶴岡八幡宮菖蒲祭

### 北海道、東北、關東地方
在北海道及東北地區，由於新曆5月仍會下雪，故此該地區的端午節習俗多依照舊曆日期舉行。岩手縣盛岡市瀧澤村於每年舊曆五月五日會舉行稱為「嚓咕嚓咕馬」的馬祭，目的是為了在端午插秧之前的農閒期慰勞農耕馬、祈求健康消災。1958年起改為每年新曆6月15日，2001年起再改為每年6月第二個星期六舉行。這天90多匹馬會穿上綴上多個鈴的鮮豔裝束，從瀧澤村的鬼越蒼前神社走到八幡宮，「嚓咕嚓咕」是馬行進時的鈴響聲。有此習俗是因為當地盛產馬匹，1996年被環境省選為「日本音之風景百選」之一。花卷市的佛寺成島毗沙門堂在5月3至5日會舉行全國哭泣相撲大會（全国泣き相撲大会），是為了祈祷小孩健康成長所而舉辦的哭泣相撲比賽。參加者為一歲嬰兒，分成兩名一組，各由一位相撲力士抱著，互相叫喊，先哭者輸。這本來是成年人的相撲角力比賽，人們相信贏的一方農作物會豐收，比賽也就逐漸激烈，甚至發生過流血事件，因此改為嬰兒哭啼比賽。比賽中嬰兒的「大哭」、「不理不睬」、「微笑」等各種招式也令觀眾大笑不止。
埼玉縣北葛飾郡春日部市江戶川旁於每年5月3—5日舉行「放庄和之大風箏祭」，源於江戶時代當地的養蠶豐收占卜和端午慶祝男孩出生的習俗，活動當中的「庄和之大風箏」是日本最大的風箏。以出產和紙鯉魚旗見稱的加須市，每年5月上旬會在利根川上空懸掛一條全長111米、重730公斤、全世界最大的鯉魚旗，有如巨鯉魚在空中暢泳。

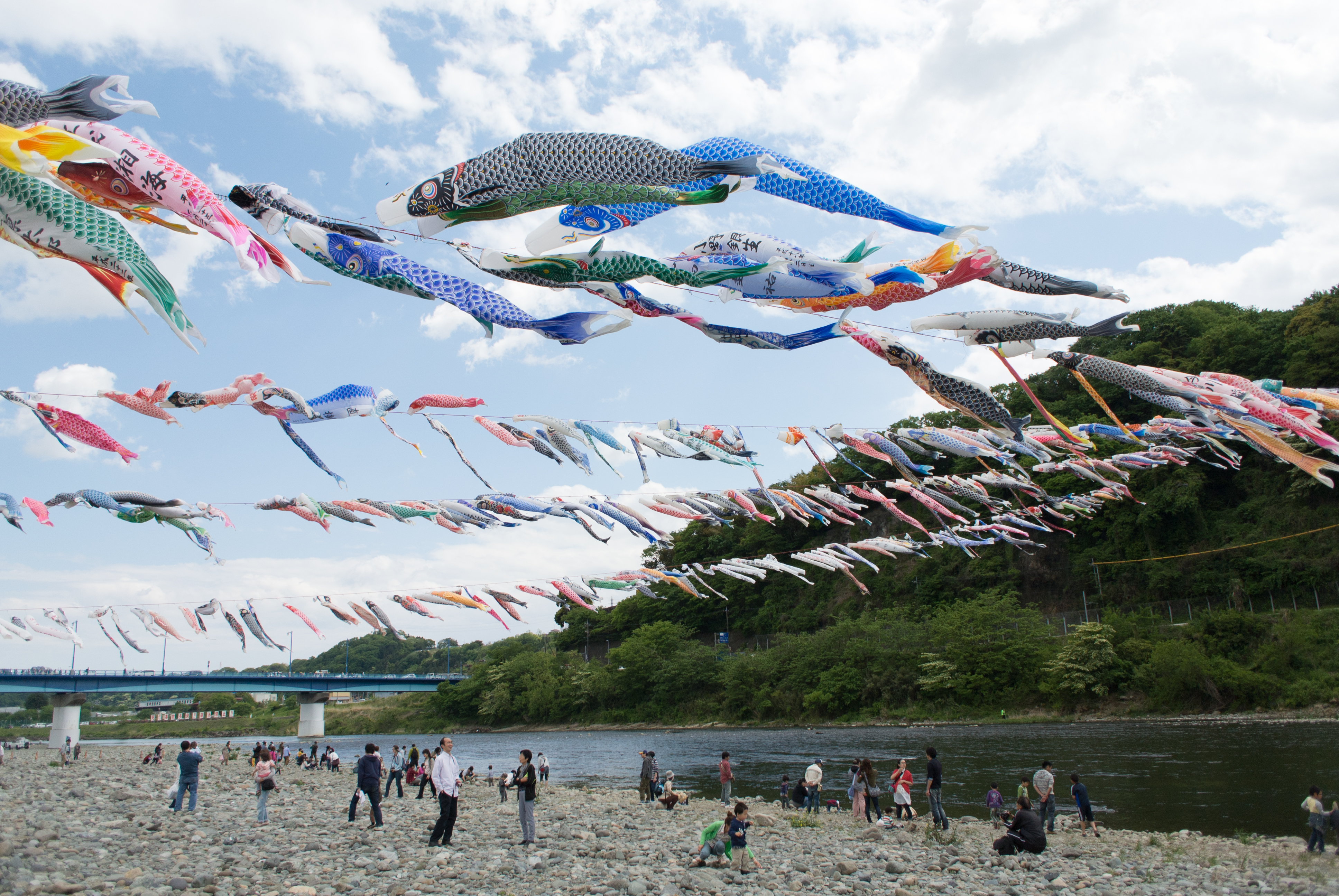
神奈川縣相模原市舉行的「鯉魚旗相模川暢泳」，有約1200條鯉魚旗在晴空中「暢泳」

北海道芽室町劍山道產子牧場、岩手縣奧州市東北紐西蘭村、山形縣一條八幡神社都有端午流鏑馬活動，前兩者在6月上旬舉行，後者則在新曆5月1日舉行。
群馬縣高崎市的倉賀野神社於每年5月5日都會舉行「上町山車祭」，有山車巡遊，祈求孩子成長、地區平安。太田市政府自2000年起每年5月5日前後都會舉行兒童節音樂會，讓就讀幼稚園的小孩展現音樂天賦。
東京都府中市的大國魂神社於每年4月30日至5月5日晚上會舉行稱為暗闇祭的例大祭，築地的波除稻荷神社則有5月6日舉行的御田植祭，選出三名早乙女進行插秧儀式。
神奈川縣鎌倉市的鶴岡八幡宮每年5月5日會舉行菖蒲祭神事，祈求無病息災與延命長寿，祭祀儀式後有舞樂表演。相模原市自1988年起每年4月下旬至5月初都會舉行「鯉魚旗相模川暢泳」，屆時相模川上空會懸掛過千條鯉魚旗，從兩岸橫跨河面，彷似過千條鯉魚在晴空中暢泳，場面壯觀，被視為當地具代表性的節慶活動。橫濱市於2011年起亦有舉辦兒童節音樂會，表演者有幼稚園學童和小學生。

### 中部地方
北陸、甲信地方的端午節在現代通常定於6月初。新潟縣民多在6月5至6日過端午節，小孩會玩菖蒲打遊戲，有祈求豐收的意義。山梨縣的端午裝飾是在黃金週前擺飾至6月6日後才會收起來，超過一個月。
靜岡縣有在長子出生後的第一個端午節放風箏，現代發展成放風箏合戰，以濱松市在5月3日至5日舉行的濱松祭以及榛原郡相良町的「相良之風箏合戰」最為有名。富士宮市的富士山本宮淺間大社在舉行流鏑馬祭起源於建久四年（1193年）端午節，當時源賴朝在該社進行流鏑馬以祈求武運昌隆、天下太平，整個儀式武由5月4日開始至5月5日結束，被列為世界文化遺產。
愛知縣瀨戶市部份地區在端午節不掛鯉魚旗，他們認為如果掛了就會多害蟲和疫病。田原市則在5月最後一個星期六、日兩天舉行「田原風箏祭」（田原凧まつり），這是源於當地端午節放風箏慶祝男孩出生和祈求平安成長的習俗，現時田原風箏祭第一天是「初風箏祈願祭」和「初風箏揚」，只要有孩子出生的家庭不論孩子是男是女都會放風箏祈福，第二天舉行風箏合戰，分成赤組和青組，以能割斷對手較多風箏線者為勝。江南市布袋町、一宮市大和町把端午節視為女性休息和作主的日子，人們把菖蒲鋪上屋頂，稱為「女之家」。在大和町，男性在這天會作為客人，人們這天會享用有蜂斗菜和蠶豆的五目飯
富山縣射水市的加茂神社在端午節有流鏑馬祭，包括走馬、牛乘式、獅子舞奉納、流鏑馬等環節。福井縣敦賀市沓見地區於5月5日有沓見御田植祭，由信露貴彥神社（男宮）和久豆彌神社（女宮）一同舉行，被列入福井縣無形民俗文化財。
岐阜縣飛驒地方高山市每年端午節期間都會舉行「飛驒高山端午之節句」展覽，當地多家博物館、舊民宅等觀光設施都會展出端午相關的展品和傳統技藝、儀式表演，如五月人形、和紙鯉魚、車田插秧示範、太鼓表演等。大野郡白川村荻町地区每年5月下旬會舉行由白川鄉觀光協會主辦的「白川鄉田植祭」。

### 近畿地方

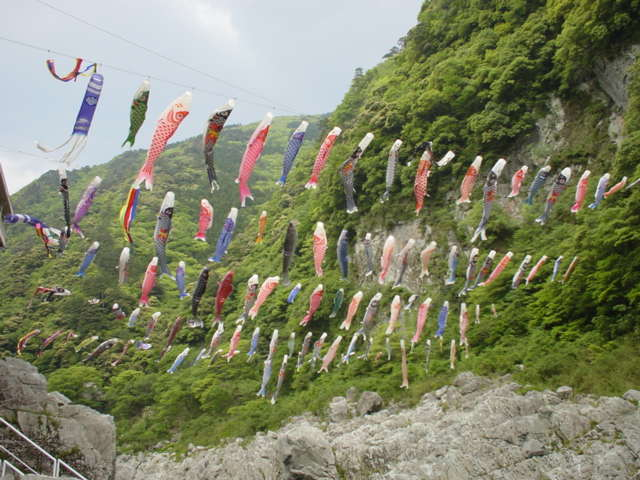
奈良縣五條市吉野川河面有300多條鯉魚旗橫跨兩岸

近畿地方有很多神社都有賽馬和流鏑馬神事。滋賀縣近江八幡市的賀茂神社每年5月5月後第一個星期日足伏走馬的傳統賽馬神事。京都府京都市北區的上賀茂神社、左京区的下鴨神社、伏見區的藤森神社皆於端午節期間舉行源自宮中端午行事的賽馬、流鏑馬、菖蒲根合、步射等神事。上賀茂神社的競馬會神事於新曆5月5日舉行，始於寬治七年（1093年）堀河天皇敕令原來於宮中武德殿舉行的端午賽馬儀式移師該社舉行，明治維新後更改日期為新曆5月，整個神事由5月1日開始至5月5日。下鴨神社的流鏑馬神事在新曆5月初舉行。藤森神社的端午神事稱為藤森祭，由5月1日至5日，而神輿出之儀式早於4月30日舉行，整個祭典為期六天，其中於5月5日舉行的駈馬神事始於奈良時代天應元年（781年），被視為日本端午節發祥地，並列入京都市民俗無形文化財。
三重縣松阪市的習俗是在五月四日晚鋪上菖蒲，這天家中的疊蓆有一半屬於女性所有。
滋賀縣東近江市於5月最後一個星期日會舉行「八日市放大風箏」活動，此活動源於江戶時代端午節習俗，各村會互相比拼風箏的大小，於是爭相製作巨型風箏，最大可大至200疊。現時的活動會放一隻長1.3米、闊1.2米的巨型風箏，並以「近江八日市的放大風箏習俗」（近江八日市の大凧揚げ習俗）名義列入日本選擇無形民俗文化財。犬上郡多賀町多賀大社於每年6月第一個星期日舉行御田植祭，以神事舞為主，有「御田植踊」、「弓之舞」、「豐榮之舞」、「蝴蝶之舞」等。
京都府京丹後市的天滿神社每年5月5日都會舉行菖蒲田植，由9至19歲的男孩子獻上菖蒲，然後雙手抱起大束菖蒲向上拋，過程中青年會打鼓、奏樂、歌唱。
奈良縣吉野郡天川村的天河大辨財天社每年新曆5月最後一個日舉行御田祭，由早乙女進行插秧儀式，並有舞獅表演。在舊曆五月五日又有端午之節句祭。奈良市春日大社在5月5日會舉行菖蒲祭，所獻的古式神饌包括菖蒲和粽子，屋頂上也插上菖蒲，祈求天下太平、五穀豐登、兒童幸福。祭祀儀式後有娛神舞樂，之後有少年劍道大會和兒童節萬葉雅樂會。五條市在每年4月下旬至5月尾都會舉行「吉野川川開節」，會在吉野川河面掛上超過300條鯉魚旗橫跨兩岸。

### 山陰山陽、四國地方
山陰地方的鳥取縣和島根縣端午節有放大風箏習俗，稱為「山陰之放大風箏習俗」，與不少地區的端午放風箏習俗一樣是源於慶祝男孩出生，此習俗被列入無形民俗文化財。愛媛縣喜多郡在5月5日也有「大風箏合戰」。
岡山縣的備中地方北部、美作地方，山口縣部份地區，愛媛縣部份地區在五月會讓牛休息。備中、美作地區以五月六日為「牛之菖蒲」，這天牛可以享受菖蒲浴，牛小屋也會鋪上菖蒲。愛媛縣南予地方的人認為若於舊曆五月要牛工作將會帶來旱災，宇和島市祝森在五月十六日舉行「御伊勢樣之田植」，據說這天要牛工作會斷腿，也忌諱在這天跟著牛渡河或過橋。雙岩村的人相信在牛休息日要牛工作會招致火災。肱川町的人則忌諱在牛休息日讓牛下田。松山地方和周桑郡一帶還有牛祭習俗。伊予郡砥部町麻生的牛祭習俗最遲在江戶末期已出現，當地有個叫野津野的地方，有一塚，村民會於五月四日傍晚帶牛馬去該處祈求健康，並割下麥草供奉。小孩在河的兩岸互相潑水嬉戲。中村町的素鵞神社在五月五日有以大麦供神以祈求牛馬平安無事的習俗。東予市、丹原町一帶有向牛祈願的習俗，石田的村童會在端午節到闇罔神社在牛頭天王碑前奉上煎豆，丹原町古田部落的小孩則在五月四日傍晚在特定地方撒豆子祭牛。
岡山縣笠岡市金浦地區於最接近舊曆端午節的星期六晚上至星期日有稱為ひったか的習俗，當地居民以吉田川為界，東邊行者山一方為源氏方，以白色代表；西邊妙見山為平氏方，星期六晚上兩方有掛燈籠競賽，以燈籠組成各種圖案。翌日則有紅白兩色船競賽，稱為。此習俗本來是在舊曆五月初四晚至初五舉行，現為市指定無形民俗文化財。苫田郡鏡野町富西谷的布施神社於5月5日有御田植祭，祈求豐收，其歷史可追溯至平安時代，是由男性進行，被列為岡山縣指定文化財。真庭市長田神社於5月5日舉行的御田植祭也是由男性進行。
島根縣江津市櫻江町以及高知縣南國市南部後川流域一帶在端午節期間有舉行「猿猴祭」的習俗，有些地區又稱為「水神祭」，「猿猴」在土佐方言中是指河童的一種。櫻江町的猿猴祭定於5月5日，超過150枝鯉魚旗會橫跨河兩岸掛上，並會在河上划艇祭河童。南國市的猿猴祭定於6月第一個星期舉行，人們會製作菖蒲小屋供奉河童以防止小孩遇溺，小孩會在菖蒲小屋前拜河童，並用河童喜愛的瓜類和酒供奉之。  
愛媛縣越智郡今治市大三島町的大山祇神社於旧暦五月五日舉行「御田植祭」，除了常見的由早乙女進行之插秧儀式外，還有獨特的「一人相撲」神事，由一名相撲力士與稻之精靈角力三局，必須要由稻之精靈以三局兩勝之成績勝出，才代表來年豐收。
高知縣高岡郡四万十町自1974年起在4月下旬至5月上旬會在四万十川的河面上懸掛數百條鯉魚旗橫跨兩岸，稱為「鯉魚旗渡河」（鯉のぼりの川渡し）。

### 九州地方

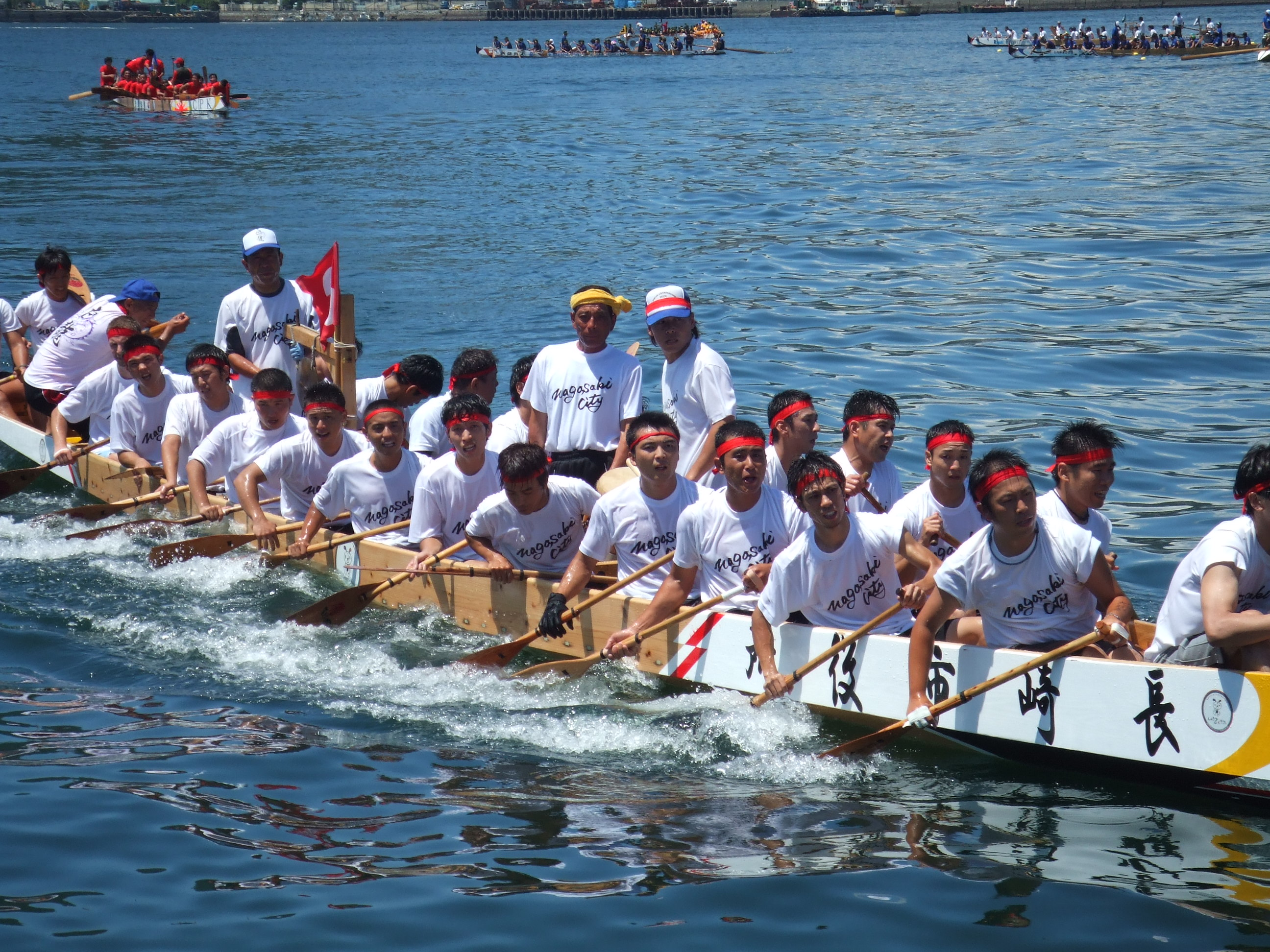
長崎龍舟競渡

長崎縣長崎市自江戶時代起有賽龍舟習俗，明曆元年（1655年）當地受暴風雨吹襲，數艘來自中國福建、於前一年冬季停泊在長崎港的船被強風吹翻，導致多人墮海溺死。生還的中國船員認為是海神發怒，於是賽龍舟來祭海神。自此當地端午節就有了賽龍舟的習俗，即長崎龍舟競渡。現在則定於6月15日前後舉行。
大分縣國東市國東町安國寺每年5月5日會舉行「端午之節句遊戲」，任何人皆可參加的活動包括有摺紙鯉魚、氈鯉魚、大胄、藥玉、生火器製作體驗，有些活動專供前一年出生的嬰兒參加，包括祈求小孩健康成長的餅踏、餅輕提儀式，抓周和哭泣相撲比賽。
鹿兒島縣霧島市一些神社的田植祭除了選年輕女性為早乙女外，還有選年輕男性為早男，與早乙女一起進行儀式。隼人町的鹿兒島神宮自1560年起每年舊曆五月五日都會舉行御田植祭，數十名早男和早乙女會以太鼓、田神舞等活動祭祀田神，祈求五穀豐登和家居安全。霧島田口的霧島神宮的田植祭定於6月第一個星期日，稱為「狭名田之長田御田植祭」，早男和早乙女會戴上斗笠插秧。

## 外部連結
- 粽子、鯉魚旗與五月人形 日本也有端午節 （页面存档备份，存于）